# 超電子バイオマン
『超電子バイオマン』（ちょうでんしバイオマン）は、1984年2月4日から1985年1月26日まで、テレビ朝日系列で毎週土曜18:00 - 18:25（JST）に全51話が放送された、東映制作の特撮テレビドラマ、および作中で主人公たちが変身するヒーローの名称。

## 概要
本作品では視聴者層の拡大を図り、様々な新機軸が導入された。

### 制作経緯
マンネリ打破を掲げた本作品では、「戦隊」という語句が含まれない冠名の使用や、戦隊シリーズで多数見られる「戦隊名の一部＋色」に代わり「色＋ナンバー（例：レッドワン）」を各戦士の呼び名とするなどといった様々な試みがなされており、スーパー戦隊シリーズ自体の転機（ターニングポイント）となった作品でもあった。
その一環として、企画当初は「男性5人のみの戦隊」という案も出ていたが、5人全員を男性にしてしまうとドラマの展開が難しくなることから見送られ、自然なキャラクター造形のため、代わって東映プロデューサーの鈴木武幸による「女性戦士が2人」という要素が導入された。この要素には、女性1人ではメンバーの飾り物になりがちなところを、2人だと女の子同士の会話というドラマ造りができるなどの利点があった。一般的には男児向け作品での女性戦士はあまり受けが良くないものであり、スタッフからは反対意見も出たが、実施してみると好評だったため、翌年には一転して「女性5人でもいいのでは」という意見まで出たという。
さらに本作品では等身大の怪人が一話限りで退場せず幹部と同じくレギュラーとして登場し、その帰結として毎回の巨大戦では敵方の異なる巨大ロボットが登場するという初の試みもなされている。敵組織が巨大ロボットを繰り出す展開は過去のシリーズ作品でも幾度か試みられていたが、等身大の怪人をレギュラー化させたり、等身大の怪人と巨大ロボットとは形態上での関連性を一切持たせないなど、本作品では先行するそれらの作品ともオリジナリティーの面で大きな差別化が図られた。従来の巨大戦はセットでの撮影のみであったが、本作品では屋外での撮影も多用され、クレーンによる吊りなどアクション自体も特徴的なものとなった。
企画当初は物語と設定におとぎ話の要素を盛り込んでおり、過去にバイオロボと邂逅しバイオ粒子を浴びたおとぎ話の主人公たち（桃太郎、金太郎、一寸法師、かぐや姫）が現代へとタイムリープしてきて現代人の女性とともに戦うという構想が考えられていた。この設定は早い時期に「子供が皆おとぎ話を知っているかどうかが疑問」ということで没となったが、郷の動物との意思疎通能力や、メンバーのキャラクター設定などにその名残が見られる。昔話の要素を切り捨ててからの企画はハイテク寄りになり、当時世に出始めた生命工学を表す専門用語「バイオテクノロジー」を題名に取り入れ、なおかつ「超電子」を冠するということでマスクには点滅する発光ダイオードが施された。このバイオテクノロジーという単語から想起される「生体改造」というイメージから、サイボーグ的なヒーローを登場させる案もあったが、こうした「負の要素」を背負ったヒーローは、スーパー戦隊シリーズが掲げる「明るさ」「にぎやかさ」といった統一コンセプトからかけ離れてしまうことからこちらも没とされた。その後も5人全員が異星人という案や、500年前に理想郷を求めて旅をしていた5人がバイオ粒子を浴び、その子孫が戦うといった感じで設定が二転三転。5人の名前も数回にわたって変更されている。
この当時、勧善懲悪の1話完結というスタイルでは、1年という長期間に亘って視聴者の関心を引き付け続けるのは難しいという東映側の判断や、鈴木がかつて関わっていた長浜ロマンロボシリーズの影響もあり、本作品では従来の1話完結という基本を踏まえながらも、敵首領・ドクターマンこと蔭山秀夫とその息子である秀一、そして秀一に似せて作られたアンドロイドのプリンスをめぐる親子の愛憎劇、さらにリーダーである郷史朗と肉親との再会劇といったドラマが用意されるなど、年間を通して大河ドラマとしても楽しめる連続性をもたせた構成が取られている。他には、前出の長浜ロマンロボシリーズのひとつである『闘将ダイモス』を意識する形で恋愛ドラマの要素を盛り込むことも検討されていたが、アニメとは異なり生身の人間が演じる実写作品では生々しい映像になり過ぎ、保護者層からの反感を買う恐れもあったことから時期尚早ということで見送られ、結果としてこの要素は『鳥人戦隊ジェットマン』まで持ち越されることとなった。
技術的な面でも、ヒーローのスーツの素材が本作品より変更されており、それまで多用されてきた綿とナイロンによるものから、新たに伸縮性・耐熱性に優れた「オペコット」と呼ばれる合成繊維による生地が使用されるようになった。また既にメタルヒーローシリーズでは『宇宙刑事ギャバン』から使われていた「東通ecgシステム」が、本作品よりスーパー戦隊シリーズにも本格的に導入され、以降『超力戦隊オーレンジャー』まで使用されることとなった。
また本作品から、主に敵の初登場時に名前のテロップが下に挿入されるようになった。

### 商業展開
スーパー戦隊シリーズのDX超合金を手がけたポピーが、前作『科学戦隊ダイナマン』放映中にバンダイへ吸収合併されたため、本作品では当初より超合金（DX 電子合体バイオロボ）などの関連玩具商品もバンダイブランドで発売された。詳細はポピーからバンダイへの移行も参照。
また超合金だけでなくプラモデルも、バンダイホビー事業部（現在のBANDAI SPIRITS）よりいろプラ黎明期に、いろプラとして、ベストメカコレクションサイズでバイオロボが発売され、同事業部最後のスーパー戦隊ロボのスケールモデル商品となった。一応の合体変形を有していたが、いろプラ黎明期の簡易な製品化のため主にバイオジェット2号（下半身部）は脚部などの変形がオミットされている。他方でカプセルトイ（ガシャポン）、食玩の平行販売で発売されたプラ組立てキット（後のミニプラ）は簡易ながらも、劇中設定を踏襲した変形合体を実現していた。こちらはスーパー戦隊シリーズ#食玩ならびにミニプラ#1984年を参照。

## あらすじ
かつて高度な文明によって栄えたバイオ星は、その超科学によって生み出された物質活性化を促進させるバイオ粒子をめぐって引き起こったバイオ平和連合と反バイオ同盟の戦争により滅んでしまう。バイオ粒子の平和利用を目指していたバイオ平和連合の科学者たちは滅亡は避けられないと悟り、宇宙一美しい地球では将来自分たちのような科学をめぐっての悲劇を繰り返させてはならないと、1484年に自我とバイオ粒子を持つ巨大ロボットバイオロボとそのサポートロボピーボを地球に送りこむ。
それから500年経った1984年。ドクターマンと名乗る狂気の天才科学者が、自らが作り出したメカ人間による新帝国ギアを率いて世界征服を開始した。科学による地球の危機に目覚めたピーボは5人の若者をバイオベースに召喚する。彼らは500年前、バイオロボによって肉体と精神を強靱にするバイオ粒子を浴びせられた5人の若者の子孫だった。
宿命の糸で結ばれた5人の若者は超電子頭脳の戦闘マニュアルに従って、バイオマンとしてギアに立ち向かうことになるが、ギアの猛攻は凄まじくイエローフォー / 小泉ミカが倒れた。残された4人は、同じバイオ粒子を受け継いだ矢吹ジュンを戦列に加え、心新たにギアとの宿命的な戦いに身を投じていく。

## 登場人物

### 超電子バイオマン
500年前に地球に飛来したバイオロボが放出したバイオ粒子を浴びた地球人の子孫たちによって結成されたスーパー戦隊。特徴として、バイオ粒子の影響により身体能力を高められる。
名乗りの際には各人毎に「ワン」「ツー」「スリー」「フォー」「ファイブ」を発した後、レッドの「超電子」と全員での「バイオマン」を発する。劇場版では個人名乗りを終えた後に行った。
郷 史朗（）
バイオマンのリーダー。24歳。日本人初のスペースシャトルパイロット。バイオ粒子を浴びた先祖は武者修行中の侍。
ギアに絶対に負けないという強い信念と責任感、そして誰よりも熱い心と決断力で仲間を引っ張っていく。第1話でバイオ粒子を直接浴びた影響で動物との意思疎通能力を持っており、多数の犬猫通信員、鳩連絡員を従えて情報収集を行う。一時的に反バイオ粒子を用いたバイオキラーガンの影響により、この能力が失われることがあった。ハンバーグが好物。
両親とは幼いころに死別したと思われていたが、終盤に父・郷紳一朗と思わぬ形で再会を果たす。
- 初期の企画ではバイオ粒子を浴びた桃太郎という設定。動物との会話ができるという能力は桃太郎がお供の犬・猿・雉を連れていたことに由来するもの。企画時の名前は「鬼塚桃太郎」「鬼塚翔」。また、デザイン案のみだが、ギアの親衛隊長である郷の兄が描かれている。
- スチール撮影会時の衣裳は、演じる阪本良介の私物である。また、第1話から着用しているジャケットも阪本が自ら選んでワッペンをつけたものである。

レッドワン
郷史朗が変身する戦士。
パンチが得意で、空手をベースとした格闘技などの戦闘術とバイオソード長剣タイプによる剣技、バイオソード銃タイプでの射撃を得意とする。

高杉 真吾（）
23歳のカーレーサー志望の青年。バイオ粒子を浴びた先祖は猟師。
明るく陽気な性格で、早合点しがちで、気は優しく力持ちでかつ、子供たちにはよく好かれている。ミカが殉職した後は2代目サブリーダーとなる。4歳のとき、全身骨折の大怪我をしたトラウマから精神面に弱さが垣間見え、自分に自信が持てない面も多々見られ、それが原因で失敗することも多い。だが、その度に仲間の支えや必死の努力で克服した。
底抜けの運動神経と反射神経に加え、カーレーサーとして身につけたメカへの知識を生かして活躍する。
明立高校時代は野球部に所属していたが千本ノックに耐え切れず、逃げ出してしまった過去を持つ。後にスーパーエレクトロンを会得するため、千本ノックに再び挑戦しクリアしたことで自らの過去にピリオドを打った。ブレイクダンスが得意で、グリーンツーに変身した際に生かしている。
- 初期の企画ではバイオ粒子を浴びた金太郎という設定。ガッチリとした体格の肉体派という設定がその名残。企画時の名前は「大熊金太郎」「高杉慎吾」。

グリーンツー
高杉真吾が変身する戦士。
スピード戦が得意で、ジャンプ力に優れ、メンバー一の怪力と柔軟な体を用いたリズミカルな動きを得意とする。

南原 竜太（）
18歳。漁師の家系の出身。バイオ粒子を浴びた先祖は農民。
クールな態度だが、根性がある熱血漢にして人情家。年齢の割には年寄りじみた発言をすることも多い。荒くれものの父親に反発し、非行に走った時期もあったが、母親に支えられて立ち直った。それゆえか、失敗を犯し、弱音を吐く高杉に檄を飛ばし彼を殴りつけ叱咤激励したり、非道を働くプリンスをグレていた時の自分と重ね合わせ説得しようとするなど、郷よりもさらに直情的な面を持つ。
マリンスポーツが得意。
最終話では爆発寸前の反バイオ爆弾を停止させた。
- 初期の企画ではバイオ粒子を浴びた一寸法師という設定。俊敏で小柄という部分にその名残がある。企画時の名前は「都京太郎」「水城大介」。

ブルースリー
南原竜太が変身する戦士。
変身後も水中戦を得意とし、強力な足腰の優れたバネを利用した跳躍や滑空を中心とした空中からの攻撃など軽快な戦闘スタイルを得意としている。

小泉 ミカ（）
18歳の女性ネイチャーカメラマン。バイオマンのサブリーダー。バイオ粒子を浴びた先祖はくノ一。
女だからと軽く見られることを嫌う行動派で気が強く勝ち気な性格で、好奇心も旺盛。亡き兄の遺志を継ぎアフリカの大自然を撮影することを夢見ており、初めは夢を叶えたいことからバイオマンとして戦うことを拒否するが、500年前からの宿命やバイオ星の悲劇を知り戦うことを決意する。バイオマン加入後も郷と意見を対立させて単独行動に走る面も見られた。
空手を主とした格闘技とバイクの運転が得意で、愛車は郷と同型のスズキRG250Γ（HBカラー）。
バイオキラーガンを用いたメイスンの攻撃で致命傷を負いながらもバイオキラーガンの反バイオ粒子エネルギーを全て使い切らせることに成功するが、サイゴーン火炎爆弾の直撃を受けて、カメレオンカンス撃破後に息を引き取り、イエローフォーの姿のままで葬儀が行われた。
- 初期の企画では5人の中で唯一の現代人という設定。自らの夢のためにバイオマンとして戦うことを拒むという設定はそのまま生かされた。企画時の名前は「篠山ミカ」。

矢吹 ジュン（）
19歳。アーチェリーのオリンピック強化選手。ジュンの先祖は劇中や公式設定では触れられていない。
バイオロボはバイオマンを選び出す際、ギアが侵攻した日本国内限定で選び出したため、当時イギリスでオリンピック強化合宿中だった彼女は資格者ではあったものの感知不能であった。帰国直後にバイオマンとギアの戦闘を偶然目撃、憧れからテクノブレスが欲しいと郷にねだるが、危険性から1度は拒否される。だが、それでも戦いたい一心で郷たちを追いかけ、現れたバイオロボによってバイオ粒子反応があることを証明され、第11話からイエローフォーとしてバイオマンの一員となった。
好奇心旺盛でミカほどではないものの勝気な面があり、仲間の失敗（特にひかる）を厳しく咎めたりするといった圧が強いキツイ性格の持ち主だが、男性には結構モテる。そんな彼女もクモが大の苦手で、いつもは引っ張っているひかるの背中に隠れてしまうほど。幼少時はバレエを習っていた。
- 第15話「女戦士炎のちかい」の予告映像でひかるの頬を叩く場面が作中でカットされたのは、当初は第9話・イエロー＝ミカとして撮影されていた話を撮り直し、キャラクターの立場上ジュン初登場後すぐには放映できなかった上、演じた田中の演技力もあいまってのことである。

イエローフォー
小泉ミカおよび矢吹ジュンが変身する戦士。
初代は高い運動神経による素早い連続攻撃などの格闘戦を得意とする。
2代目はメンバー唯一の専用武器バイオアローを使った遠距離攻撃に秀でる。またピンクファイブとの連携技も多い。

桂木 ひかる（）
20歳の女子大生。バイオ粒子を浴びた先祖が公家の娘。
お嬢様風のルックスで優しさにあふれる穏やかな性格で、当初はメカクローンや自爆用メカ人間におびえて逃げ回り、その都度ミカに助けられるといったパターンが多かった。ミカの死後は徐々にその負けん気の強さを見せるようになり、イエロー顔負けの激しい戦いを見せたり、ピンチに取り乱すピーボを叱咤激励したこともある。植物知識に造詣が深く、自ら探し出した薬草を用いて高杉やデビル菌に対抗出来る植物を探しだして菌に冒された子供たちを救っている。
無償の心の優しさを持っており、ギアの新頭脳ブレインに友情と優しさを説いて交流を持ち、メカクローン1号がドクターマンの敵討ちの協力をバイオマンに懇願した時はこれを信じ、いぶかしがる他のメンバーを説得するなどした。幼いころ大病を患い長く入院していた時期があり、その時の経験から看護師に憧れている。
趣味のフルートの腕前はプロ級。第15話と第39話では、フルートを武器として使ったこともある。
- 初期の企画ではバイオ粒子を浴びたかぐや姫という設定。ヒメという愛称が付けられていた。実制作の作品における先祖が、公家のお姫様だったのは初期設定の名残である。企画時の名前は「香月光」。

ピンクファイブ
桂木ひかるが変身する戦士。
味方のサポートに回ることが多いが、バレエを活かした柔軟な動きも得意とする。攻撃力は通常は高くないが、怒ると驚異的な力を発揮する。敵の力を利用した攻撃が得意。

### バイオマンの協力者
ピーボ
500年前バイオ星平和連合がバイオロボとともに地球に送り込んだ金色の小柄なサポートロボ。元はバイオ星でバイオ粒子の母星救出計画実験助手ロボとして製作された。地球でバイオベースを建造し、バイオマンのサポートを行う。時にはバイオロボの操縦や、緊急時にバイオロボの出力強化パーツとして合体することもできる（この非常手段はピーボへの負荷もまた大きい）。非常に人間くさい感情を持ち、臆病でかなりのおっちょこちょい。1度バイオスーツの強化を行った際には完成直後に爆発事故を起こしてしまい記憶喪失になってしまい、故郷の星や名前もわからなくなり、宇宙に風船で帰ろうとした。年齢的に最低でも500歳ではあるが精神的にはまだまだ子供であり、親友であるジョーイと再会した際やシルバが現れた際には感情が不安定になりかなりの混乱を起こしたが、その後に友人の死を受け入れ、恐怖を克服した後で単身シルバに立ち向かい、説得するほどの勇気を取り戻した。最終決戦直前では柴田博士の電波を逆探知して、ネオグラードの所在を突き止める優秀さも見せた。
バイオマンの良き友人として、教師として共に地球を守り、ギアとの戦いを終えた後、バイオロボと共に別の星を守るために旅立った。
- 最初期の企画書ではピーボに相当するキャラクターは存在せず、昔話要素が外れた後の企画でバイオMini（ミニ）として追加された。

柴田博士（）
ドクターマン（＝ロボット工学者・蔭山秀夫）に対抗するため、メカ人間に取り付ける「良心回路」の研究を行っている科学者。妙なヒゲに色眼鏡の怪しげな風貌をしている。その正体は、かつての蔭山の友人であり、史朗の父親でもある科学者・郷紳一朗であった。
郷 紳一朗（）
かつての友人の暴走を止めるべく、自らの死を偽装するとともに自身の肉体をドクターマン同様メカ人間化することで研究を進め、新帝国ギアの打倒のために動いていた。
メカ人間になったことでバイオの力は失われたが、それにより反バイオ粒子の影響を受けなくなった。ギアに拉致され、ネオグラードで囚われの身となる。秀一とバイオマンに助けられるが、バイオマンと秀一を脱出させるために自爆行為を行い、それにより力尽きて死亡。爆死の直前、バイオマンと秀一に「メカに勝てる最大の武器は人間の心だ」と説いた。
蔭山 秀一（）
ドクターマン＝蔭山秀夫の実の息子。17歳。父の存在は知らず「中村 公一（）」として生活していた。蕎麦屋で働きながら、夜間学校に通っていたが、バイオマンとの出逢いと、父の存在を知ったことで人生が変化する。蕎麦屋を辞めた後、いずこかに旅立つが、旅先で柴田博士と出会い、彼の助手として働くこととなった。メカ人間ミキとの触れ合いの中で良心回路の無限の可能性と、人間と心を持ったメカが理解しあえることを柴田やバイオマンたちに悟らせることとなった。
顔がプリンスと瓜二つであるため、シルバが複製したプリンスに変装してネオグラードに赴き、父のように慕っていた柴田（郷）博士の死を目の当たりにして、その原因となった実父であるドクターマンを憎みながらも一方で父への思いを捨てきれず、地球を破壊しようとするドクターマンに最後の説得を試みた。それは瀕死となったメカ人間の父に残されていた人間の心を揺さぶり起こした。
ギアとの戦いが終わった後、バイオマンと共にピーボを見送った。
蔭山 節子（）
ドクターマン＝蔭山秀夫の夫人。17年前に赤ん坊の秀一を連れて夫の元を去っており、バイオマンと、中村家の養子になっていた秀一に手紙と記録映像を見せることでドクターマンの正体を教えた。彼女自身は写真と声のみで作中には登場していない。彼女の離反はドクターマンの精神的外傷になっているらしく、夫人に興味を抱いたモンスターに癇癪を破裂させている。

## バイオマンの装備・戦力

### 共通装備・技
テクノブレス
バイオマンの5人が右手首に装備している変身用のブレス。通信機としても機能し、上面が開いてモニターが表示される。一度装着されると手では外すことができない。通信機能を持つ初の変身アイテム。
テレビシリーズと劇場版とで変身ポーズが微妙に変化しているが、これは阪本がテレビシリーズ第16話の撮影時に負傷し、劇場版撮影時に左腕を上げられなかったための措置である。
- テレビシリーズ：右手を拳に、左手を平手にして頭の上で合わせ、テクノブレスを胸の前に下ろして「バイオマン」または個人名と発声。
- 劇場版：右手を前へ突き出し、テクノブレスを胸の前に掲げて「バイオマン」と発声。

バイオスーツ
テクノブレスによって装着される強化服。バイオファイバー製で、あらゆる衝撃に耐え、メカクローンの連射銃も防ぐ。装着者に2000 - 2500kgのパンチ力、3500 - 4000kgのキック力、時速120キロの走行速度と100メートルの跳躍力を与える。頭部の超電子頭脳には戦闘マニュアルに加え、各人毎に異なる能力もインプットされており、戦闘に応じてスーツの性能を引き出す能力があるため、戦闘に対しては素人だった5人がすぐに戦闘に対応できた。超電子頭脳へのダメージを防ぐためにスイッチを切ることも可能だが、その間は通信ができなくなる。後にスーパーエレクトロン開発のために強化されるが、強化スーツのバイオ粒子に同調するにはより強力な体力と精神力が必要。また、バイオの力は、生命の危機にさらされることで限界値まで生命力を活性化する場合がある。
- デザイン画では胸に文字類が描かれていた。

バイオソード
バイオマン全員が標準装備する万能武器。右腰のホルスターで携行し、通常はレーザー光線を発するビームガン型だが、グリップ部をたたみ刃を出すことで電流を流す短剣としても使用可能。長剣にも変形する。後述の個人技やバイオエレクトロンに使われるほか、等身大戦闘で多用される。
バイオパンチ
メカクローンの頭を粉砕する威力があるストレートパンチ。全員共通技だが、主にレッドが使う。空中から両手パンチを放つスカイパンチもある。ブルースリーのパンチ力は2000kg。
バイオキック
スタンダードなキック技。全員共通技。ブルースリーのキック力は3500kg。バイオマンがフルパワーを発揮すると、パンチ力とキック力は500kg増加する。
反バイオ探知機
バルジオン発見の情報を得て、その反バイオ粒子エネルギーを探すためにピーボが3機開発してバイオマンに使用させたが、偽情報だったために発見できずに終わる。

### 個人武器・技
レッドワン
ファイヤーソード
長剣タイプのバイオソードの刀身を柄の超電子頭脳によって過熱し、敵に振るうことで高熱火炎に包み、大爆発を起こす。投擲することもある。
スパークソード
長剣タイプのバイオソードの刀身にエネルギーを集めてスパークさせて周囲の敵を弾き飛ばす。
超電子レーダー
10キロ四方の敵の距離と方位を計算し、行動を予測し、バイオソード銃タイプと連動させることで正確な射撃を行うが、幽体はキャッチ不可能である。
ダイビングアタック
空中から敵に体当たりする。グリーンツーも使用可能。
バイオスーパーキック
空中で後方宙返りしてから敵に全体重をかけたキックを食らわす。

グリーンツー
ハリケーンソード
長剣タイプにしたバイオソードの刀身を発光させ、強烈な渦巻き状のエネルギー波を放射する。
超電子スコープ
透視能力。人間に化けたメカクローンも判別できる。ズーム機能も装備。
グリーンブーメラン
緑色に光るブーメランのシルエットを緑色のビームで形成し、放つ。
ブレイクアクション
ブレイクダンスを応用した格闘技。
スーパージャンプ
垂直に高くジャンプし、敵を霍乱させる。
ブーメランキック
ジャンプして一回転し、相手の頭上を飛び越え、着地する寸前に後ろ向きの体勢から相手に回し蹴りを決める。
フィルターサングラス
透明化した敵をメタルテープの力で、実体を確認する特殊装備。
必殺ドリル回し
変身前で使用。電動ドリルで、敵のボディを解体する。

ブルースリー
エレキソード
長剣タイプのバイオソードに高圧電流を帯びさせたもので敵の内部メカをショートさせる。投擲することもある。
超電子イヤー
1キロ離れた地点の微細な音を認識できる。
スーパースカイダイビング
高速で空を滑空し、敵に体当たりする。
ブルーカッター
太陽を背にして敵の視力を奪い、エレキソードの状態で、ジャンプして空中で一回転してから敵に斬りつける。
クロスカッター
ジャンプして回転を加えながら降下し、敵をバイオソードで切り裂く。
スクリュークラッシュ
ジャンプして螺旋状に急降下し、回転しながら敵の脳天にバイオソードを突き刺す。エレキソードの状態で使用することもある。
フライングカッター
急降下しながら空中の敵をバイオソードで切り裂く。
バイオパワーフルチャージ
子供を助けたいという思いが超電子頭脳で増幅され、その力で体内から電撃を放射させ、相手の体に密着して電撃を浴びせて倒す。第9話で使用。
必殺スパナメカ壊し
変身前で使用。スパナで、敵のボディを解体する。

イエローフォー
サンダーソード
長剣タイプのバイオソードから空中に雷光を放ち放電、落雷させる。
超電子ホログラフィー
12秒間、記憶した映像を空中に投影したり、虚像を短時間発生させるレーザーホログラフにもなり、敵をかく乱する。第10話でミカの死の間際にも起動し、ミカの別れの言葉の代わりとして彼女の姿を映し出した。
アクションシューティング
カメラのシャッターのようなカットに合わせて、敵の隙を突いて強烈な連続パンチやキック、バイオソードでの攻撃を食らわす。
2代目は劇場版にてカメラのシャッターやコンボ技のシャッターチャンスを外しカメラマン要素を消して使用していた。
ストロボフラッシュ
初代イエローフォーの技。超電子頭脳から強烈な光を放射し、敵の視力を奪う。第6話で使用。
バイオアロー
二代目イエローフォーの専用武器。矢の先端にショック爆弾を付けることも可能。

ピンクファイブ
レーザーソード
長剣タイプのバイオソード刀身にレーザーエネルギーを集中させ、発射。
超電子ビームライト
強い光を放ち暗闇を200メートル先まで照らす。初使用は第25話。
ピンクバリアー
超電子頭脳から発するビームで光のバリヤーを発生させる。
ピンクフラッシュ
超電子頭脳から連続して強力な閃光を発し、敵を怯ませる。
スピンチョップ
スピン回転しながら敵に連続チョップを食らわす。

### 合体技・必殺技
バイオエレクトロン
バイオマンが繰り出す必殺技の総称。彼らのヘルメットに搭載されている超電子頭脳をシンクロさせ、最大効果を発揮できる技を導き出す。使われた技は以下の8種類。
ミラクルレーザー
バイオソード長剣タイプを合わせてウェーブ状光線を照射する。
バイオエレクトロビーム
バイオソード銃タイプから敵の1点目掛けて五色のレーザー光線を発射する。
バイオスーパーエレクトロン
超電子頭脳からバイオ粒子エネルギーの光線を一斉に照射する。
バイオビッグアロー
二代目イエローフォー参戦で追加された技。バイオアローを巨大化させ、巨大なバイオ粒子を集中・変換させた金色の光矢を発射する。
バイオリボルバー
敵を囲み、5方向からバック宙回転をしながらキックを浴びせて天高く吹き飛ばす。
ミラクルボンバー
バイオソード短剣タイプから地面に目掛けて五色のレーザーを照射後に五色の地走り爆煙を起こして敵の足下で爆発させる。
ペンタビーム
ミラクルボンバーの長剣タイプ版。違うのは剣先を地面に突き刺して五色の地走り爆煙を起こす事だけ。劇場版で使用し、ジューノイド5獣士をまとめて吹き飛ばした。
サーカスループ
第2話で使用。5人が連続空中回転しながらサイゴーンに接近して一斉にバイオキックする。

スーパーエレクトロン
強化されたジューノイドたちにはバイオエレクトロンが効かなかったため、バイオマンが研究と特訓の末新たに開発した最強必殺技。第34話から使用された。バイオスーパーエレクトロンを発展させた技で、バイオスーツを同調させて、空中でスクラムを組んでバイオマンが超電子頭脳から放たれる5人の体内で増幅したバイオ粒子を結束、自らの体を砲身にして光子弾として発射する。これをくらったジューノイドは大きな爆発とともにミラクルG-X装甲を貫通されてダメージを受け、さらにエネルギーの玉で遠くに吹き飛ばされる。終盤ではジューノイドに致命傷を与えるまでになった。
- バイオロボともども必殺技が1種類となったのは、児童層にキャラクター性を強くアピールする必要があったためとされる。

その他合体技
バイオソードフラッシュ
全員のバイオソード長剣タイプを合わせ、中心部から渦巻状のエネルギーを放つ。打撃も光線攻撃も通じないゴーストカンスの幽霊たちにもダメージを与えられる。
スクランブル攻撃
5人で敵の周囲を何度も宙返りして撹乱しながら攻撃する。第3話で使用。

イエローとピンクの合体技
ペアーソード
2人のバイオソード長剣タイプをクロスさせて2色の波状光線を発射する。
ペアービーム
2人のバイオソード銃タイプで同時に一斉射撃する。最終話では男性陣との連携で放ち、ファラキャットを倒した。
ペアータイフーン
空中で腕を組んで、回転しながら連続蹴りを放つ、第15話のモンスター・ジュウオウ戦で使用。2人で周囲の敵に宙返りキックを繰り返して蹴散らすバージョンもある。
ペアーキック
2人で同時にキックを放つ。

### 基地・メカニック
飛躍的にエネルギー効率を高めるバイオ粒子によって、超電子頭脳が発展し、バイオロボやビーボのように自我を持つようになっている。
バイオベース
富士山の裾野地下にあるバイオマンの基地。500年前に地球に飛来したピーボが秘かに建造し、新帝国ギアが動き出すまでの間、眠りに就いていた。
ギアの出現に合わせて機能が作動。地下にあるので地上からカムフラージュされており、セキュリティも万全で、最終話でドクターマンのキングメガスに発見されるまでは、ギアにもシルバにも見つけられず、攻撃できなかった。
内部にバイオドラゴンとバイオロボを整備するドックを有し、宇宙空間の異変を察知する宇宙観測装置をはじめとする警戒システムや医療施設など自給システムも充実。基地の外観はバイオドラゴンが出撃するシーンの発進口とエスカレーターが描かれたのみで、全体像は不明。
5人の生活拠点でもあり、第31話では就寝中の様子が描かれ、女性陣は2段ベッド、男性陣はハンモックを吊るして就寝していた。
- バイオドラゴンの発進シーンは、外観のイラストにバイオドラゴンのミニチュアをビデオ合成している。この手法は背景イラストを自在に変更できることから採用されたが、実際に背景が変更されることはなかった。

バイオドラゴン
500年前にバイオ星からピーボが乗ってきたバイオジェット1号とバイオジェット2号を搭載する巨大戦闘母艦。2機を積んだままの戦艦形態で発進した後、空中で上層や艦首、両舷の甲板を展開して簡易カタパルトとして機能する空母形態に変形。2機のバイオジェットを発進させる。オートコントロール装置や磁力クレーン、船体両脇に2連レーザー砲を装備している。バイオロボが戦闘中に動けなくなった際には、下部から牽引ビームを放射して艦底に吸着させ、回収し、基地へと運ぶ。また、艦底部のスラスターから煙幕を噴出する。地上へ着陸すると、エスカレーターに乗って全員がコクピット（および、各ジェットコクピット）に移動するが、途中からはバイオマン全員が飛び上がり、空中から直接乗り込む描写も増えた。
メラージュ戦闘機との空中戦も行い、戦艦形態時の厚い装甲に覆われた全身はメラージュ戦闘機のビーム砲にもビクともしない。第36話ではイエローフォーが一時的に戦闘離脱した際に、バイオロボに代わってネオメカジャイガンと交戦、マグネメガスの光線に苦しみながらも、敵が空中からの攻撃に弱いことを見抜いた。
コクピット部はバイオジェット2号と似た形状となっているが、こちらは5人乗りになっている。最終話ではピーボと共に、再び守るべき惑星へと旅立った。
- デザイン画での名称はバイオムサシやバイオペガサスだった。没案では自動車をモチーフとしていた。
- 「ビッグスケール バイオドラゴン」はスーパー戦隊シリーズとしては初めて変形ギミックが搭載された母艦である。

バイオマッハ
機動性と索敵能力に優れたスーパーバイク。レッドワンが乗る赤い車体の1号とイエローフォーが乗る黄色い車体の2号がある。バイオターボがギアに奪われた際にはグリーンとブルーが乗っている。バイオターボ同様スーパースピード機能を有している。鉤縄のついたロープを発射可能。
バイオターボ
グリーンツー、ブルースリー、ピンクファイブが乗る高い探査能力を持つスーパーカー。車体は特殊鋼バイオトラン製でミサイル攻撃にも耐える。運転は主にグリーンツーが担当するが、グリーン不在時にはブルーが運転。車体上部には通信用アンテナ兼高性能レーダー・エレクトロセンサーアイを、車体前面にはターボミサイルを装備している。一時的に加速するスーパースピード機能を持つ。第40話では、モンスターとジュウオウが強奪していった。

バイオジェット1号
レッドワンとピンクファイブが搭乗する特殊ジェット戦闘機で、V/STOL機能を持ち、異次元や宇宙空間でも飛行可能で、離着陸可能。オールレンジの万能レーダーでメラージュ戦闘機をキャッチし、3連装ミサイルランチャーと2連装レーザー砲（レーザービーム砲、ビームマシンガン）を装備。バイオロボ合体時の上半身になる。
後年の『百獣戦隊ガオレンジャーVSスーパー戦隊』にも登場した。
バイオロボへの合体シーンにおいて、「バイオジェット1号の窓からバイオジェット1号が旋回する様子が見える」というカットミスが見られることがある。また、両ジェットとも、ロボ合体時のコクピットはジェットのままとなっている。
- 準備稿名はバイオジャック（初期デザイン）。

バイオジェット2号
グリーンツー・ブルースリー・イエローフォーが搭乗する多目的戦略爆撃機。旋回性能に優れる。コクピットは三座で、グリーンとブルーが前列の二席、イエローが後列の一席に座乗する。1号と同じくV/STOL機能を搭載。巡航ミサイルランチャーと2連装レーザー砲を装備し、バイオロボ合体時の下半身になる。
- 準備稿名はバイオフット（初期デザイン）。

バイオロボ
バイオジェット1号とバイオジェット2号が合体した戦闘用巨大ロボット。合体コードは「ハイパークロス」。合体前のバイオジェットの配色は2機とも白を基調としていたが、合体後のバイオロボは黒を基調とした外見になる。胸の黄色い部分が観音開きの入口となっている。物語後半では直立姿勢で飛行ポーズを採り、バイオドラゴンからの発進プロセスを省略して両足から巨大な飛行エネルギーを噴射して出撃することもあった。
バイオ星平和連合によってピーボとバイオドラゴンと共に建造され、バイオ粒子エネルギーを動力として使用し、その無限の可能性を高める目的と、平和利用ならびに、反バイオ同盟などの科学を悪用するグループからの自衛のために生み出された。5人が揃わなければ本来の力を発揮することが出来ない。絶対的窮地に陥った時は目からの転送光線でビーボを収納、回路の一部にすることでパワーアップすることもできるが、ピーボへの負担が大きいために多用はできない。劇中描写はないものの、設定では陸海空、宇宙空間でも活動可能。装甲はバイオ星の特殊金属ジルバイオン製。宇宙一硬い金属だが、サンダーメガスの放つ10万度のビームには敵わないことがピーボから言及されている。
言葉はしゃべらないが人工知能による自我を持っており、「シュイーン」という機械音が意思表示らしい。またお辞儀などの身振りで意思を示すこともある。直接5人のバイオマン候補をスカウトしたことに始まり、現地で呼び出された際にはバイオマンたちを直接素手で鷲掴みにして自身の入口まで運んだり、敵の攻撃によりコクピット内のバイオマンたちに危機が迫ったと感じ取り、彼らを脱出させたこともある。また、体内に爆弾などの危険物が存在する場合、危険警報装置が作動して一時的に機能停止状態になる。
- 初期企画での名称はバイオキングであった。自我を持っているという設定は、マンネリ打破の一環として戦士とロボットの交流を描くことを意図していたことによる。
- アクション用スーツは足のゲタ部分を低くしており、スーツアクターを務めた日下秀昭はそれまでのロボットよりも動きやすかったことを述べている。書籍『スーパー戦隊 Official Mook 21世紀 vol.15 手裏剣戦隊ニンニンジャー』では、フォルムや可動域など造形面においてバイオロボが到達点に達したと評している。

武装
スーパーメーザー
注がれるエネルギー量は雷100万本分にも及ぶバイオロボの主力となる必殺剣。柄の超電子頭脳によって雷100万本分のエネルギーを刀身に集積することで、必殺技を繰り出す。バイオロボはこれを用いた剣技数では最多の戦隊ロボで、後述の多くの必殺技を持つ。
ネオメカジャイガン第1号のメタルメガスとの戦闘では折れたスーパーメーザーをエネルギー状に変化させ、そのまま敵目がけて投げつける破片攻撃を用いて倒した。
バイオシールド
防御用の円形の盾。ジルバイオン鋼製。ハニワカンス、カマキリカンスの剣には真っ二つにされてしまった。
バイオロボミサイル
腹部のハッチから発射する単発ミサイル。使用頻度も高く、バイオジェット1号の操縦桿に発射ボタンがある。
スーパーミサイル
両肩部から連射するミサイル。
バイオフラッシュ
目から放射する赤い閃光で敵にダメージを与える。
バイオロボビーム
メラージュ戦闘機などを撃破する際に使用する目から放射する赤い光線。
スーパーキック
スーパージャンプから放つ強力なキック。
バイオ粒子光線
目からバイオ粒子エネルギーを放射する。地球に着いた時、バイオマンの先祖となる人々にこの光線を浴びせた。また、バイオロボの目はバイオ粒子を持つ人間を判別する機能もある。
塩素系ガス中和剤
第37話で使用した薬剤。ミサイル発射口から巨大な缶を取りだし、直接手で中身を周囲に振り撒く。
バイオ粒子エネルギー放射
体内のバイオ粒子エネルギーを上昇させ、相手にぶつける。ピーボと合体することで限界以上のパワーを発揮し、その高エネルギーをビームに代えて目から発射することも可能。バルジオン、キングメガスとの最終決戦で使用。
必殺技
ストレートフラッシュ
スーパーメーザーをメカジャイガンのボディに水平に突き刺す。
ダッシングビーム
相手に向かって踏み込み、すれ違いざまに横一閃に斬りつける。
コンセントレーション
スーパーメーザーを胸元に構えた後、円月を描くように振りかざしてから斬りつける。
コメットカッター
スーパーメーザーを額に構えた後、左右に振りかざしてから斬りつける。
チェーンソーカッター
モーションはコメットカッターの流用である。
十文字斬り
特訓により編み出した相手を十文字に斬りつける。
ウェイトアタック
上空へ跳び上がり、落下時の加速を利用して空中から袈裟斬りを放つ。その場から垂直に跳び上がるパターンと、前方へ勢いよく跳び上がるパターンが存在する。
逆転一文字斬り
わざと後方へ倒れることで敵の攻撃を紙一重で回避し、そのまま地面に寝転がった状態から横一閃に斬りつける攻防一体の技。ネプチューンカンスを倒した。
グレートアタック
劇場版で使用。
ブレイクアタック
敵の前で高く跳躍し、落下時の加速を利用して縦一閃に斬りつける。
シャドウカッター
技名は未呼称および決め技ではないが敵の気配を察知し、横に胴体を斬る。
ピンホールスティング
劇中未使用。刀身にエネルギーを集中させ、弱点目がけて突き刺す。
バイオ粒子斬り
上空へ飛び上がり、胸元に構えたスーパーメーザーに両目からバイオ粒子エネルギーを放ってチャージさせるエネルギーチャージを行い、チャージが限界まで完了すると同時にバックが爆発し、レッドワンの「スーパーメーザー・バイオ粒子斬り!」の呼称と共に空中でバイオロボが数回転した後、全身にピンク色のバイオ粒子エネルギーを纏いながら滑空するように突撃し、相手を横一閃に斬りつける。ネオメカジャイガンとの戦いから決め技として用いるようになった。
バイオ粒子斬りさえも通じないバルジオンに対抗するため、バイオロボが体内にピーボを転送・搭載させることでさらにバイオ粒子エネルギーを増大させた状態ではバイオ粒子斬りの強化版を使用した。
スーパーフラッシュ
ピーボを搭載したことで増大したバイオ粒子エネルギーをスーパーメーザーに蓄積させ、刀身に金色のエネルギーを纏わせて突き刺す。ドクターマン自らが駆るキングメガス戦で使用。技名は未呼称。
決め技ではない技
ビーム返し
その名の通り、スーパーメーザーを構えて敵のビーム攻撃を刀身で跳ね返す。決め技ではない。序盤から適度に使用されていたが、呼称が行われたのは最後の使用となる第47話のみ。
カットオフ
スーパーメーザーを振り下ろして斬りつける。決め技ではなく、アマゾンメガスの髪の毛攻撃を切断するために使用。
スーパーフラッシュ
スーパーメーザーを額に構え、強烈な光を放って周囲に小爆発を起こす。決め技ではなく、相手を怯ませるために使用。第38話ではドクロメガスの暗闇攻撃を解除させた。
衝撃波（正式名称不明）
第2話で使用。刀身を地面に突き立て、敵目がけて爆発を起こして攻撃する。
スペック
| 名称              | 全長            | 重量                                              | スピード                                                       |
| ----------------- | --------------- | ------------------------------------------------- | -------------------------------------------------------------- |
| バイオドラゴン    | 102 m[出典 55]  | 1,800 t[出典 55]                                  | - マッハ7[出典 43][注釈 27]（飛行） - 550 km/h（走行）[56][57] |
| バイオジェット1号 | 25.6 m[出典 46] | 368 t[出典 46]                                    | マッハ12[出典 46][注釈 28]                                     |
| バイオジェット2号 | 31 m[出典 46]   | 552 t[出典 46]                                    | マッハ10[出典 43][注釈 29]                                     |
| バイオマッハ1号   | 2.2 m[出典 43]  |                                                   | 300 km/h（スーパースピード時：540 km/h）[出典 55]              |
| バイオマッハ2号   | 2 m[出典 43]    | 250 km/h（スーパースピード時：450 km/h）[出典 55] |                                                                |
| バイオターボ      | 4.8 m[出典 56]  | 350 km/h（スーパースピード時：630 km/h）[出典 57] |                                                                |
| 名称              | 全高            | 重量                                              | スピード                                                       |
| バイオロボ        | 52 m[出典 58]   | 920 t[出典 58]                                    | 飛行速度：マッハ3[出典 50]                                     |

## 新帝国ギア
「メカこそ優秀、メカこそ絶対、メカこそ永遠」と考える総統ドクターマンが率いるメカ人間の帝国。南極の奥地にある機械の都市要塞ネオグラードを拠点とする。人間を下等な存在だと断定し、メカ人間こそが地球を支配すべきという考えの下、人類への攻撃を開始した。メカ人間たちは「フォア・ザ・マン!」、「オブ・ザ・マン!」、「バイ・ザ・マン!」とドクターマンへの尊称を連呼し、巨大ロボ・メカジャイガン（後にネオメカジャイガン）とメラージュ戦闘機で日本を狙う。スーパー戦隊シリーズにおいて、人間が悪の組織の首領である初のケースとなっている。バイオマンのメンバーを変身後でなく、変身前のフルネームで呼んでいる。
メカ人間はアンドロイドとほぼ同義であるが、ドクターマンのように元々人間でサイボーグの概念で語るべきものも含んでいる。もっともドクターマンに関しては、自分が人間だったことを隠していた。
ジューノイド5獣士以外の各幹部・レギュラーの身長・体重などの設定はない。
- 出渕は、自身が後年に発表した画集『NEOS（ネオス）』において「企画当初の敵組織の名前をそのまま（画集の）タイトルとして用いた」と画集の中で明かしている[要ページ番号]。

ドクターマン
新帝国ギアをたった一人で作り上げた真の天才を名乗る天才科学者で、その正体はロボット工学者だった蔭山 秀夫（）。コンピューター研究の一環として、脳細胞を人為的に発達させて常人の数千倍の力を発揮させて超人化させるという実験を、自らを実験台とすることで成功させ、コンピューター以上の高度な頭脳を得る。しかし、それにより「機械こそ人間に取って代わるべき」と考えるようになり、ギアを創設する。副作用として発生した肉体の老化は、体の相当部分をメカ改造することで対応している。中盤、息子との決別を機に自身を再改造し、脳までも機械化。それに合わせてコスチュームも変更された。指揮棒から放つサイコビームで作戦を失敗した幹部に制裁を与える。全身から衝撃波を放つことも可能。
「メカには心は不要」が持論だが、自身は完全に心を捨てきれたわけではなく、幹部であるビッグスリーやジューノイドに喜怒哀楽のある人工知能を搭載するなど人間的な一面を見せることもあり、特に家族が絡むと感情的な行動に出る傾向がある。本人もそれを自覚はしており、再改造を行った際に人間的な感情を低減させる処置を行い、ネオメカジャイガン投入時には、自身の手足であるジューノイドもろとも、バイオマンを抹殺しようとした。しかし完全に感情を捨てきることはできず、人としての情は最後の最後まで残したまま敗退した。
技術者としては非常に優秀でたった一人で新帝国ギアを築き上げ、多種多様かつ高性能の巨大ロボットを開発したのみならず、異星の科学を短期間で解析してバルジオンの改良型を完成させるほどである。
- デザインは出渕裕が担当。当初の名称はサイバー総統。中央のラインはデザイン画では金だったが、造形では黄色になっていたため、改造後は流用した衣裳の黄色のラインは残っているものの、金色に修正している。胸部も造形では茶色い胸当てになっている。改造後は白いメイク部分が銀色になっている。デザインを担当した出渕裕は、ドクターマンのデザインイメージを天本英世や岸田森が演じることを念頭においていたと述べている。

### ビッグスリー
ギアの大幹部で、メカジャイガンやジューノイドを使い実際の作戦を指揮する。
- 初期企画ではヒューマノイド三人衆という総称であった[1]。

メイスン
ビッグスリーのリーダー格。ビッグスリーの中で最高の知能を持つが、ドクターマンの立案した作戦をあたかも自分が立案したような発言をすることからファラやモンスターに疎まれることが多い。中年男性風の渋い容貌をしており、スーツ姿の紳士風に変装することもある。光線を発射するステッキを武器とし、戦闘力は非常に高い。性格は残忍で人間を軽蔑しているが、その性格には相当人間臭い面があり、ドクターマンの機嫌を取るために黄金を強奪したり、自分を造ったドクターマンが人間だと知ると反乱を計画し、彼に取って代わろうとする野心家の側面を持つ。しかし反乱は失敗し、野心やドクターマンの正体に関する記憶を取り除かれ、徹底した忠誠心を持つように記憶操作された。ジューノイドの強化とともにパワーアップされ、顔面は機械が露出し、右腕にメイスンミサイルを装備し、右手がメイスンバルカンに変形するようになった。胸からレーザーを発射することも可能。
シルバとの対決の際に慢心した隙を突かれて、シルバニードルを胸部に受けて爆死する。
- デザインは韮沢靖が担当。デザインのイメージになったのは団時朗。額の模様はメイクで処理されているが、出渕はメカニックなバンダナという解釈で造形物を想定していた。改造後は額の部分も造型にするよう指示が書かれており、メカを透明パーツの中に入れてメカニックな部分を強調している。

ファラ
ビッグスリーの一員である女性型メカ人間。ビッグスリーの中で最も残酷な心を持つ。メイスンに負けず劣らずの性能を持っている。光線を発射する細身の剣が武器。三人の中で特に変装が得意。プライドが高く嫉妬深いという性格のため、直属の配下であるファラキャットしか信用しておらず、ファラキャットとは常に一緒に行動する。
メイスンの反乱の時は彼に与するなど、彼女も野心家の側面がある。しかし反乱失敗後、メイスン同様にドクターマンの正体に関する記憶を取り除かれ、徹底した忠誠心を持つように記憶操作された。
第33話からはパワーアップし、口からファラビームストームやファラフレイムを吐いたり、肩からレーザーを発射したり、投げキッスで光のナイフを複数作り出すファラキッスを使用できるようになった。
バルジオンに乗ってバイオロボと戦うものの、スーパーメーザーを受けたことによるダメージが致命傷となって、ネオグラード帰還後にドクターマンの目の前で爆死。
- デザインは出渕裕が担当。デザインのイメージは真行寺君枝。周囲からの要望により胸元の開いたデザインとなったが、出渕はロボットという設定であるのに肌を露出させることに違和感を抱いており、改造後のデザインでは露出が抑えられた。
- 初期企画ではウーマンという名称であった。

モンスター
ビッグスリーの一員であるスキンヘッドの巨漢型メカ人間。ビッグスリーの中で最高のパワーを誇り、そのパワーはバイオマン全員でも圧倒されるほど。得意技は頭突き。武器は斧のモンスタートマホークで、ビッグスリー3人の武器を交差させると強力な光線を発射できる。怪力自慢だが製作に際してパワーだけが重視された影響か、彼の性格はメイスンやファラのような冷酷さがなく、ビッグスリーの中で最も人間臭く、ボケをかますことが多々ありよくメイスンやファラにつっこまれる。そのため、メイスンやファラには少し、プリンスにははっきりとバカにされている。さらには製作者のドクターマン自身も認めてしまうほど無教養で考えることが苦手な面があり、ファラにもあきれられている。しかし、その反面ドクターマンへの忠誠は厚く、メイスンが反乱を計画した際にはドクターマンの暗殺に加担することを躊躇したが、最終的には計画に加担した。直属の部下であるジュウオウとは、メカ同士とは思えない「血の通った関係」を感じさせる描写も散見され、第25話では戦いのない際に二人同じ部屋でテレビを楽しんでいたり、メタルメガスの一件ではたった一人でジュウオウのパーツを拾い集め、その足でネオグラードに戻り、修理をドクターマンに懇願したこともあった。他の二人同様、人間への変装が可能だが、その魁偉な風貌から一般人にもあからさまに怪しまれてしまうことも多々あった。一人称は「俺」または「ぼくちゃん」。夢はファラとの結婚。
第34話でパワーアップし、右腕をビッグアイアンやビッグハンド、ビッグカッターやビッグフックといった武器への換装が可能になった他、モンスタービームを発射できるようになった。
バルジオン争奪戦ではスーパーメガスに搭乗し、バルジオンを奪おうとしたバイオマンを止めるが、その際にスーパーメーザー・バイオ粒子斬りを受ける。スーパーメガスからの脱出には成功するも、バイオ粒子斬りを受けた際のダメージが大きかったためか致命傷を負っており、破壊されたジュウオウの頭部を抱えながらバイオロボに向かって突進し爆発した。しかしその際、自身の命と引き換えにバルジオンをネオグラードに送り届ける功績を挙げ、ドクターマンもこれを賞賛した。
- デザインは出渕裕が担当。出渕がデザイン依頼を受けた時点で、モンスター役はストロング金剛と決まっていたことを聞かされていたため、本人をイメージしてデザインされている。デザイン画では人工的なニュアンスを出すために顔を白塗り風にすることを想定していたが、金剛が汗かきであったためメイクがうまく行かず実現しなかった。

### ジューノイド
ドクターマンが生体部品とメカを合成して作り出した戦闘用メカ獣士たちで、ジューノイド5獣士と呼ばれる。後半はサイゴーン、メッツラー、ジュウオウのジューノイド3獣士となる。
第28話、第31話、劇場版は5人全員で出撃。劇場版では、ジュウオウ、メッサージュウ、サイゴーン、メッツラー、アクアイガーの順にバイオマンの名乗りを模した名乗り口上を行い、それぞれの必殺技を一斉に仕掛けて相手を攻撃する連携技 ジューノイドスクラムアタックを披露した。この名乗りは第31話でも行っており、この時はバイオマンの名乗りと交互に行うスタイルだった。
第32話以降、メタルメガスによる無差別砲撃を生き残って再生された3獣士は、ビッグスリーと同様に武装だけでなく、防御力においても、全身をドクターマンによって生み出された新金属 超合金ミラクルG-Xで覆い、バイオエレクトロンを寄せ付けなかった。
3獣士は強化された力を存分に振るってバイオマンを苦戦させたが、新必殺技スーパーエレクトロンの威力の前には勝てず、最終的に3人ともスーパーエレクトロンによって最期を遂げた。
- 出渕は全員ロボットのイメージでデザインすることを提案していたが、東映プロデューサーの鈴木武幸から子供へのわかりやすさを考慮して動物の要素を入れるよう要望を受けたと述べている[79]。強化後のデザインは出渕の要望によりメカニカル要素を強調している[79]。

メッサージュウ
鳥か翼竜のようなデザインのジューノイド。しばしば猛禽類のような咆哮を上げるのが癖。常に先陣を切り、荒っぽくも正々堂々と勇猛果敢に挑む正攻法での戦闘を得意としている。時速700キロの飛行能力を生かした空中戦を得意とし、両目からの超音波破壊ビーム、口からの超音波サイクルを主に使用する。この他戦闘ではなく、ジョーイに対する拷問のみのために使用された棒状の専用武器メッサーバトロンも存在する。
第13話でのモンスター起用時、既に負傷状態であるにもかかわらず、無理矢理モンスターの盾にされたり、戦闘中にしりもちをついたりするなどの不名誉な扱いも稀に担わされていたが、バイオマンの初戦の相手を務めた他、3話連続起用、ビッグスリーからの唯一の戦線抜擢、自身の活躍が際立つ登場話も多く、後述の通り、5獣士で最も惨い扱いで最期を遂げたこともなお、好印象を視聴者に与えた存在ともされる。
メタルメガスによる無差別砲撃作戦では、片方の脚を除く下半身に片翼、そして頭部に原型を留めないまでの重篤な損傷を負う形で最期を遂げており、辛くも砲撃を生き延びたサイゴーンらのような強化復活もなされぬまま、アクアイガーともども退場するに至った。
- デザインは出渕裕が担当。首を長くして、翼を付けて横に広げている。出渕が描いた最初の準備稿ではメッサージュウは昆虫をイメージしたものだったが、2度の改訂により完成した。ジュウオウとのコラボが可能なメッサージュウ専用のメカジャイガン・マッハカンスの草案も存在する。メッサージュウとアクアイガーは生物モチーフであったため、メカニック的な改造を施すには予算がかかってしまうことから退場することとなった。

サイゴーン
不動明王と阿修羅を合わせたような不気味なデザインが特徴のジューノイドで、回転する3つの顔を持つ。瞬間移動を繰り返し、手にしたサイコステッキから光線を発射して相手の自由を奪うサイゴーン不動念力、火炎爆弾、口からの火炎放射、冷凍ビームが武器。先端に人間の眼球の形をした石がついたステッキは、設定では斧に変形可能で、一部スチール写真などで形状が確認できる。
メタルメガスによる無差別攻撃を受け大破したが辛くも生還し、生態的なデザインから全身が銀色のデザインであるロボット然としたデザインのニューサイゴーンとなって復活して、メイスンの直属となった。トリプル超能力と称してより強化された念動力 ホラーキネシス、両眼から発射する、サイゴーンデスビームと口から発射する高熱火炎弾 サイゴーンフレアーを繰り出すほか、ホラーキネシスの応用技でミニカーを通して本物の無人車を操るゴーストカー。土砂崩れを引き起こす岩石落としなどを駆使して、5獣士以上の戦闘能力と存在感を見せたが、パワーアップされてからはBパートからの登場、イエローフォーに攻撃を仕掛けるシーンが比較的多かった。
メイスンを庇い、スーパーエレクトロンを喰らい爆死。
- デザインは出渕裕が担当。悪魔的かつ呪術的な戦士というコンセプトで、服を着させているが、改造後は服を脱がせて銀色に全身を再塗装している。改造後のマスクの一つはメカクローンのものを改造している。

ジュウオウ
馬鹿力と鉄球で戦うジューノイド。トゲ付き棍棒や右手の指に仕込まれた一斉発射が可能なロケット砲も武器としている。モンスターを「オヤビン」と呼んで慕っており、第13話でモンスターがメッサージュウと組んで任務を行った際も、勝手に助太刀に現れるほど。愛嬌あふれる性格ではあるが、モンスターに対してはタメ口や「のろま」など軽口を吐くことがある。「はいな」や「ランラランララーン」が口癖の5獣士きってのコミカルキャラ。その分単細胞でギアの作戦を台無しにしてしまうことも多かった。モンスターが他のジューノイドと共に任務を行うことがあったのに対し、ジュウオウはモンスター以外のビッグスリーの配下に付いたことはなく、メイスンとファラには快く思われていない節があり、ファラには「スクラップにでもなったんじゃないの？」と呟かれ、スクラップ状態で蹴りを入れられたことがある。
メタルメガスの攻撃では本来の頑丈さもあり、5体の中で損傷が最も軽微だったが、大ダメージを負ったサイゴーン、メッツラーとともに、郷もろとも崖から転落した際にバラバラになってしまう。それを不憫に思ったモンスターが自力で破片を拾い集めて、ドクターマンに修理を直訴。サイゴーンやメッツラーと比べて、外見があまり変化がないとはいえ、同様にパワーアップされ、正式にモンスターの直属となったが、サイゴーンとメッツラーより出撃回数が少なくなる。パワーアップをしてからは主体攻撃として、バリバリロケットを胸部から発射する。パワーに反し、動きが鈍重でスピードが弱点だとモンスターと共に分析されたことで、ネオグラードを出て行き、秘密特訓として50m走を行うがほとんど効果が出なかった。パワーアップしてからは崖から落ちた際などにモンスターに比較的助けられたり、「ジュウオウがいないと生きていけません」と言われているなど、大事に扱われる描写が増える。
モンスターと共にバルジオンを奪おうと奮闘、シルバからバルジオンの通信機を奪う殊勲を挙げるが、自身もバイバスターの連射で満身創痍となったところに、モンスターの盾となってスーパーエレクトロンを喰らい「みなさん、さようなら〜!!」と叫んで爆死する。
- デザインは出渕裕が担当。当初からメカニックなラインで考えられ、改造後は胸元が開くギミックを追加している。初期企画ではジュオーという名称であった。

メッツラー
フードに包まれた一つ目の頭部を持つ不気味な風貌が特徴のスパイ活動に特化したジューノイド。レイピアとペンチ状の左腕を武器とする。巨大な一つ目から放つ光線 メッツラービームや衝撃波 ゴーストハリケーンのほか、分身能力やチェンジゴーストで姿を消して不意打ちを食らわせたり、液状化（緑色の液体へ変化できる）して空間移動能力を駆使し、変幻自在な戦法を得意とするが、ファラキャットがピンチになった時に駆けつけて応戦するシーンが多く見られた。
メタルメガスの砲撃によって損傷したが、他のジューノイドが盾となり爆風の直撃を免れ、サイゴーンとともに生還。修理・パワーアップされた際にファラの直属となった。
ニューメッツラーになった際には頭部と右手が機械的になり、バイオマンの攻撃に耐えられるほどの防御力が備わり、バイオマン5人相手に互角に渡り合える実力を発揮する。パワーアップ後は幻影を作り出す目からの光線 ミラージュビームや右腕を伸ばす、メッツラー・アームストレッチを使い、バイオマン相手に二つの技をそれぞれ駆使する戦法を取る。全話を通して、作戦に起用された回数が5獣士の中で最も多い。
ファラとファラキャットを庇うように、スーパーエレクトロンを喰らい爆死した。
- デザインは出渕裕が担当。当初は白黒でデザインしていたが、「色味が欲しい」ということから、白を赤に変更している。初期企画ではグロイダーという名称であった。

アクアイガー
ピラニアのような頭部を持つ水陸両用のジューノイド。「優秀なメカとはドクターマンの命令をいかに正確に実行すること」という論理的な信念の持ち主。ジューノイドの中で水中戦が唯一可能だが、その利点は全体を通しても水中からの奇襲や水中に飛び込む程度しか発揮される機会が少なかった。モニター越しのひかるを見て「かわいいですねぇ」と喜ぶなど、人間と同じような感性を持つ。メッサージュウと同様、モンスターと共に一度だけ行動を起こしたことがある。
モリや槍としても使用できる銃 アイガーガンを武器とし、アクアイガー水竜巻や口から吐くシャボン玉爆弾、衝撃波のアクアハリケーンで攻撃する。
メタルメガスの砲撃にて、頭部や脚部などが四散するほどの損傷を受けており、メッサージュウと同様に強化復活の機会を与えられぬまま退場した。
- デザインは出渕裕が担当。デザイン画では足は足ひれ状になっていた。

### その他
ファラキャット
ファラのボディーガードである女性型メカ人間。ファラは「私のかわいい小猫ちゃん」と呼んで寵愛している。アクロバティックな動きに加えて、鋭い爪による引っかき攻撃や華麗なダブルヌンチャク捌きを見せるなど抜群の格闘技センスを持ち、バイオマンをしばしば圧倒した。
ファラの死後はドクターマンのボディーガードとなり、ビッグスリーやジューノイド全員が戦死した中、最終回では最後の砦として、指令室に乗り込んできたバイオマンを圧倒しかけるも、ペアービームの直撃を受けて爆死する。
- デザインは出渕裕が担当。終盤ではファラと共に退場する予定であったが、ドクターマンが1人になってしまうためボディーガードが必要であるという出渕の意見により最終話まで登場することとなった。

キャット軍団
劇場版に登場したファラキャットの3人の部下。サイ、斧、短剣といった武器を二刀流で使う。3人ともイエローフォーのバイオアローで絶命。
赤いタイツがキャット1、黄色のタイツがキャット2、茶色のタイツがキャット3で、登場時に名乗りを上げている。
プリンス
ドクターマンが生き別れの息子・秀一の成長した姿を想像し、「自分の息子」として作り出した少年型メカ人間。当然、秀一に外見は似ているが、性格は冷酷冷徹。ドクターマンの後継者およびギアの最高幹部として作製されただけあり、モンスターを片手でいなすなど、全ての性能においてビッグスリーの面々を上回っている。だが彼をメカ人間と知らない南原との接触により、突然戦闘を放棄し母親を探し回る。連れ戻しにきたメイスンとファラとの対決でメカ人間の正体を露呈してしまい、ドクターマンの手で人間的感情を消去する改良が加えられた。武器は光線を発射する指揮棒とショットガン。メカジャイガングロテスカンスを操縦しバイオロボに挑むもスーパーメーザーに敗れカンスごと自爆した。この他、49-50話でシルバがバルジオン奪還のために作ったものが存在するが、秀一が変装してすり替わったため、シルバ製のプリンスは起動しなかった。
- デザインは出渕裕が担当。プロデューサーの鈴木武幸が前作から要望していた「アニメ的な美形キャラ」という案から、敵側のドラマを盛り上げることも兼ねて創作された。

メカクローン
ギアの量産された下級兵士。両手を上下に振って独特の金属音を発し、行進時は全員揃った動きをする。銀色の仮面の下に醜いメカの顔を隠している。武器は斧状の剣と銃だが、バイオスーツには通じない。
- デザインは出渕裕が担当。デザイン画での名称はファイトノイド。出渕の発言によれば、デザイン面で『スーパーロボット レッドバロン』前半に登場する戦闘兵士・メカロボの影響を強く受けているという。
- 初期企画ではメカノイド兵士という名称であった。

メカクローン1号
その名の通りドクターマンが初めて造ったメカクローン。既にメカが老朽化してあちこち破損しており、雑用係としてこき使われていたが、バイオマンの面々にドクターマンへの厚い忠誠心を語るなどの自我を持ち、ドクターマンを殺した（と思われた）ビッグスリーに復讐しようとした。
- 演じた岡本美登は、アクション監督の山岡淳二が岡本をシルバ役に起用することを構想していたことから、メカクローン1号役はレギュラー入りする前に現場へ引き合わせる意味合いがあったものと推測している。また、インタビューで「脚本をもらった際、これはいい役だと思いましたね」、とコメントしている。

メカ人間ジョーイ
爆発したバイオ星から地球に漂着した映像記録媒体のビデオメッセージを見たドクターマンが、ピーボのバイオ星での友人でビデオメッセージの送り主でもあるジョーイに似せて作ったメカ人間。ピーボを騙し、バイオベースの秘密を探ろうとしたが、ピーボがビデオメッセージを観たことで正体を見抜かれてしまい、自爆した。ビデオメッセージは滅亡寸前のバイオ星からジョーイがピーボに宛てた遺言であり、バイオ星の言語で話していたため、さすがのドクターマンも本物のジョーイがすでに故人であることは知らなかった。
ツインドール
双子の少女の姿をしたメカ人間。スーパーコンピュータ開発に必要な子供の脳細胞を集めるために、特殊な長縄跳びで子供を異常空間に転送する。南原もそれに巻き込まれたが、スーパーコンピュータをブルースリーに破壊されて消滅した。ツインカンスのコントロールも行っていた。
新頭脳ブレイン
ドクターマンによって作られた史上初のタンパク質合成による自我を持つコンピュータ。アンカーカンスを制御する頭脳として登場し、国際連合安全保障理事会に挑戦するが、感情を持つがゆえにバイオマンの挑発に乗って勝手な行動を取ったり、ひかるとの交流で良心に目覚めるなどしてドクターマンの怒りに触れてしまう。ファラの攻撃で損傷した後、バイオロボを救うため、アンカーカンスに乗り込んで動きを抑えたところをバイオロボに攻撃させた。戦いの後、自ら海に落ちて爆発した。
マグネ戦士 / 山守正太
根倉山で1人で暮らしていた野生児。人間離れした運動神経を持ち、敵味方に「もしやバイオの血を受け継ぐものか?」と思われた。ジュンに惚れて自らもバイオマンとなろうとするが、バイオロボに「資格なし」と判定されてしまい、意気消沈しているところをファラに騙されてバイオマンと戦うための戦士「マグネ戦士」に仕立てられる。ギアのコントロールから逃れ、元の姿に戻った後、バイオマンと共にギアに立ち向かった。
- 第36話の次回予告のみ、正太が変身ポーズをとっているカットが使用されている。
- ストーリー上は悪役ながらも、ヒーロー然としたデザインのマグネ戦士は視聴者からの人気が高かった。書籍『超世紀全戦隊大全集』では、シルバとともにアンチヒーローとして紹介している。

ミキ
サタンメガスを修復させるエネルギー転送装置としてドクターマンに造られたメカ人間。修復エネルギーは攻撃にも使用可能。セーラー服の女子高生の姿をしているため、バイオマンでも容易に見つけ出すことはできないはずであったが、飛び込んできた車を念力で破壊したことであっさり知られてしまった。逃亡ののち柴田博士に助けられ、彼に良心回路を取り付けられたために良心に目覚め、秀一と仲良くなる。だが、そのために本来の役割を無意識に実行してしまうことに苦しみ、苦悩の末、サタンメガスに特攻、自爆してサタンメガスの再生を封じた。

### ギアの戦力
新帝国ギアが誇る数々のメカニックも、すべてドクターマンの手で作り上げられたものである。ドクターマンの専門分野はロボット工学であるが、電子工学や材料工学の分野でも既存の技術を遥かに凌駕する製品を開発しており、果てはタンパク質合成で生体コンピューターを作り上げるなど、世界一の天才の自称に恥じない優秀な技術力を有している。
ネオグラード
全長：地上380 m / 地下250 m
南極大陸の奥地のクレバスに存在する新帝国ギアの要塞都市。司令室の他、メカジャイガンなどの兵器工場や格納庫を備える。世界中のあらゆる情報を収集することができ、日本のテレビ番組を視聴することもできる。ドクターマンの死と反バイオ爆弾の停止によってギアは完全に壊滅し、主を失ったネオグラードは南極の雪に静かに埋もれていった。
- デザインは出渕裕が担当。ネオグラードの外観は出渕のイラストをそのまま使用していたため、ミニチュアなどの造形物などは作られていない。

メカジャイガン
ギアの破壊工作用巨大ロボット。通称は「カンス」で「○○カンス」と呼称される。常に数体のストックが存在し、ドクターマンの出撃指令でネオグラードの下部にあるドックから、巨大輸送カプセルで運ばれるが、カニカンスやゴーストカンスなどのように直接出撃する場合もある。動物をモチーフにしたものが多く、プリンスが設計、搭乗したグロテスカンスを除く大半が自動操縦で動く。
- 初期企画では大巨獣メカベームと設定されていたが、メカ帝国の設定にそぐわないため変更された。デザインを担当した出渕は、漠然としたイメージから巨大ロボットを描くことを得意としていたが、メカジャイガンは従来の慣習から動物のイメージを要求されることが多く苦労した旨を語っている。

ネオメカジャイガン
後半から登場。通称は「メガス」で「○○メガス」と呼称され、火力・装甲・出力共に従来のメカジャイガンよりも格段に強化され、さらにパワーアップしたジューノイドと同様に表面装甲にミラクルG-Xが用いられ、武装もより強力になっている。ドクターマンの出撃指令で輸送カプセルで運ばれるところまではメカジャイガンと共通しているが、最大の違いはビッグスリーが操縦する有人機となっていることである。そのため、操縦席はメラージュ戦闘機として脱出する機構になっている。より戦闘的な武器や器物をモチーフにしたものが多く、中にはレスラーメガスやラガーメガスといったスポーツに因んだものもあったが、全体的にはメカジャイガン以上に兵器然としたデザインが特徴。
ビッグスリーだけでなくシルバも操縦可能で、自ら乗り込んでバイオロボと戦った。

キングメガス
第50話のラストシーンで登場した、最後のネオメカジャイガン。ドクターマン自らが乗り込む。トラバサミのような独特の形状の手を持つ。メカジャイガン・ネオメカジャイガンとバルジオンを解析して得られた反バイオ同盟の技術の集大成で、攻撃力・防御力・探査能力全ての面でそれまでのネオメカジャイガンはおろかバルジオンをも上回る。バルジオンよりも強力なバイオ粒子探知機を持ち、今まで発見できなかったバイオベースの場所も特定。さらにバルジオン以上の反バイオ粒子エネルギーを放出しつつ、通常兵器の並行使用能力を有しているため、反バイオ粒子でバイオ粒子を相殺しつつ通常兵器で攻撃を続けることが可能となっている。
武装は両手中央部から放つバルジオンの反バイオ粒子砲を凌ぐ威力を誇る反バイオ粒子ビーム（矢のような光弾のバルジオンのとは異なり、稲妻状に放射される）、腹部の地底ミサイル、肩部のキングメガスレーザー、膝からのキングメガスミサイル、剣（これを使用する時のみ手元が一般的な形状に変化する）など、まさに全身が武器の塊といえる。最終決戦でバイオベースに向かって地下へのミサイル攻撃を仕掛け、バイオロボとの激突では序盤は優位に立ち、バルジオン戦と同様にピーボと合体してパワーアップしたバイオロボに対し、一度はピーボを回路から引きずり下ろして追い詰めたが、再合体後に形勢を覆され、強化バイオ粒子斬りからのスーパーフラッシュという連続攻撃を受けて撃破された。
しかし、このキングメガスが破壊されるとネオグラードに設置してある、地球を消滅させる威力を持つ時限式の反バイオ爆弾が起動するという二重機能を持ち、超絶戦闘能力に加え、万が一戦いに敗れてもこういった奥の手まで用意され、ドクターマンが「自らの最高傑作」と称するに相応しい能力を発揮した。
- デザインは出渕裕が担当。デザインは、ドクターマンが操縦する最後のメカということから、全身金色にしてゴージャス感を出している。頭部は王冠をイメージしている。デザイン画では突起が股間に付いていたが、造形ではオミットされた。
- 最終回に登場したキングメガスについては、出渕はデザインを納入したあとになってからドクターマンがバルジオンを手本に創ったという設定を知らされたため「可能だったらもっとそれらしいデザインに直したかった」と回想し、自身の画集『-NEOS-ネオス』にはバルジオン風のよりヒーロー然としたグレート・キングメガスIIのイラストも掲載している。

メラージュ戦闘機
新帝国ギアの単座戦闘機で、機首のレーザー砲が武器。メカクローンが操縦して都市などを爆撃し、バイオドラゴンならびにバイオジェットとドッグファイトを展開する。ネオメカジャイガンからの脱出機としても使われ、戦い敗れたビッグスリーの他、シルバとドクターマンも搭乗した。
- デザインは出渕裕が担当。

地上戦闘車両
ジューノイドやビッグスリーが移動や地上攻撃の際に使用する。
バイオキラーガン
反バイオ粒子を使用した銃。第10話ではまだ反バイオ粒子を発生させる技術がギアには無く、人工衛星を使って宇宙空間から集積したものを使用していたが、それでも初代イエローフォーを殺害する威力を発揮した。最終話ではバルジオンの技術を解析して作られた反バイオ粒子発生機能を付加した改良型がキングメガスに搭載された。
超鋼鉄
ドクターマンが開発した装甲材質。スーパーメーザーでも容易には切断できないほどの硬度を持つが、当初は原料不足からハニワカンス一体分しか調達できなかった。
ミラクルG-X
ドクターマンがネオメカジャイガンおよび、ビッグスリーやジューノイド強化のために新しく生み出した超合金で、バイオマンの通常技や武器のみならず、バイオエレクトロンやスーパーメーザーの一撃をも弾いてしまう強度を誇り、その硬度は当初バイオマンを苦しめたが、バイオマン各個人によるバイオ粒子の強化と、それによる新必殺技のスーパーエレクトロンとバイオ粒子斬りの開発によって、ミラクルG-Xは打ち破られた。

## 第3勢力
バイオハンター シルバ
第37話より登場。銀色のボディが特徴で、シルバの名もそこから由来する（銀＝シルバーから）。バイオ粒子を戦争に利用される恐れがあるとしてバイオ星平和連合と対立していた組織反バイオ同盟が作った殺人ロボット。バイオ星の消滅と共に滅んだと思われていたがバルジオン共々脱出し地球に来ていた。主な武器は反バイオ粒子エネルギーを放つ拳銃・バイバスターで、後述するバイオキラーガン以上の威力と、0.03秒の抜き撃ちで高い命中率を誇る。また、肘から出すシルバニードルは射出も可能な遠近兼用武器で、メカ人間をも射抜く威力を持ちメイスンをも敗死させた。全身はLSV合金製で、半径400メートル先のバイオ粒子反応をキャッチする探知機能を備える。あらゆる武器・兵器に関するデータがインプットされており、ネオメカジャイガンの操縦も可能。腕を拘束されても、片腕の装甲を爆破することで脱出する。プリンスの複製を製作するなど技術者としての能力も持つ。目的は「バイオ粒子反応を持つもの（それが無機物などの非生命体でも有機物などの生命体でも）の抹殺」のみで、バイオ粒子でなければネオメカジャイガンといった兵器の強奪使用も辞さない。犠牲を一切考慮せずピーポが過去の過ちを説得しても応じようとしないなど、上記目的の達成のためだけに行動する危険な存在となっている。
バイオ粒子を持つ者に対しては「バイオ粒子反応あり！破壊！」と宣言した後、バイバスターの銃口を向ける。ギアに拘束された際ドクターマンを「自分を騙した男」と言い放ったり、プリンスの存在を知っていたりと時折謎めいた一面を覗かせる。バルジオンとはぐれ、戦いで負けそうになった時は「おのれ…バルジオンさえあれば…！」と負け惜しみをたびたび言っている。
バルジオン争奪戦の最終局面で、遂にバルジオンを取り戻し、南極でバイオロボと因縁の決着を付けるため激突。反バイオ粒子砲でバイオロボを絶体絶命の窮地に追い込むが、ピーボを呼んでエネルギーを急上昇させたバイオロボに圧倒され、強化バイオ粒子斬りによってバルジオンを破壊されるも脱出。しかし、その時点で既に致命傷を負っており、バイオロボにバイバスターを向けるが結局一発も放つこと無く爆発四散した。
- デザインは出渕裕が担当。当初の名称はシルバード。シルバのデザインについては、キャラクターデザインを手がけた出渕が『人造人間キカイダー』の名敵役・ハカイダーを念頭に置いていたと証言している。バイバスターの多用は、ビデオ合成の費用を圧迫させた。また、デザイン案のみだが、シルバと同系統の「シルバーマン」というキャラが描かれている。
- スーツアクターを務めた岡本美登は、初登場時の肩にバイバスターを当てる仕草は脚本のト書きに記述されていたと証言している。

『仮面ライダー×スーパー戦隊 スーパーヒーロー大戦』
大ザンギャック副首領として登場。ライダーハンターと名乗り、愛銃のバイバスターで仮面ライダーたちを攻撃する。実はライダーハンターという肩書は自称で、ライダー・戦隊ハンターが彼の正体である。劇中ではメテオ、オーズ、ダブルバース、最終決戦でもオーズとゴーカイジャーたちを圧倒するも、オーズから渡されたライダーキーでオーズに変身したゴーカイジャーのタジャドルチャージによるライジングストライクを受けて爆散した。その際、かつて因縁のあるレッドワンは苦戦するゴーカイシルバーに「本当のシルバーの力を見せてやれ!」と激励していた。

バルジオン
第48 - 50話に登場。反バイオ同盟がバイオ粒子とそれを持つ者を抹殺するために、シルバと共に創り上げた巨大ロボット。無尽蔵と言える膨大な反バイオ粒子エネルギーを動力源とし、そのエネルギー余波はバイオ粒子を持つ者を苦しめるだけではなく、柴田博士の良心回路まで無効化する。特殊金属バルバジウム製装甲はバイオ粒子斬りも通じない頑強な硬度を誇る。一定距離内ならシルバの通信機により無人でも少々の行動は可能で、他の者が操縦していても、シルバの呼びかけにより機能を停止する。シルバは地球飛来時にバルジオンと逸れてしまい、バイオマン打倒のために捜し回るが、バルジオンはシルバ以外でも操縦できるためギアも自己の戦力にしようとこのロボットを追い求める。
武装は胸部中央の装甲を展開して発射する反バイオ粒子砲を主力として、スーパーメーザーにも劣らない切れ味の必殺剣バルジオンメーザー、その剣撃にも耐える硬度を持つ左腕に固定された盾。バイオロボに比べると武装は少ないものの、主力武装である反バイオ粒子砲は特に強力で連射可能でかつ驚異的な威力を誇り、さらに常時放出される反バイオ粒子のエネルギー力場が相乗しバイオロボを敗北寸前に追い詰めた。バルジオンメーザーと盾の使用は初登場の48話のみ。
- デザインは出渕裕が担当。デザインコンセプトは「悪のバイオロボ」。
- 海外で放映された際は名称がバイオデストロイアーに変更された。

## キャスト

### レギュラー・準レギュラー
- 郷史朗 / レッドワン - 阪本良介
- 高杉真吾 / グリーンツー - 太田直人
- 南原竜太 / ブルースリー - 大須賀昭人
- 小泉ミカ / イエローフォー - 矢島由紀（第1 - 9話）
- 矢吹ジュン / イエローフォー - 田中澄子（第11 - 51話）
- 桂木ひかる / ピンクファイブ - 牧野美千子
- 郷紳一朗（柴田博士） - 中丸忠雄（第43,44,47 - 50話）
- プリンス（第19,20話）、蔭山秀一[注釈 47]（第25,26,43,44,47 - 51話） - 井浦秀智（2役）
- ドクターマン - 幸田宗丸（第1 - 4,6 - 51話）
- メイスン - 中田博久（第1 - 4,6 - 50話）
- モンスター - ストロング金剛（第1 - 4,6 - 48話）
- ファラ - 飛鳥裕子（第1 - 4,6 - 49話）
- ファラキャット[注釈 47] - 大島ゆかり（第2,6,11,14,16 - 18,22,24,27 - 29,33,35,36,38,41,45,49,51話）

#### 矢島由紀の失踪
1984年2月ごろ、第7話以降のアフレコを前にして矢島由紀（ミカ役）が突然失踪。このような状況下で制作された第10話では、ミカは終始イエローフォーのスーツ姿のまま戦死扱いになり、埋葬シーンでも採石場にてスーツ状態のまま、遺影も飾られずに弔いが行われるという展開になった。
降板の理由は不明であり、JAC側からも正式な発表・説明はされなかった。こうした事態を受け、第7話から10話では「日本一声にうるさいマネージャー」が推薦した、矢島と声質が似ている声優の田中真弓が代役としてアフレコを行ったほか、前年にデビューしたばかりの田中澄子が、後任のイエローフォーである矢吹ジュン役に抜擢された。戦隊側のキャストは当初、阪本良介（郷役）と矢島以外は芸歴の浅い新人で構成されていたが、矢島の失踪と田中の加入に伴い、レッド以外は全員新人俳優が担当する格好となった。諸般の事情から実現には至らなかったものの、当時JACに所属していた声優富沢美智恵も、ジュン役のオーディションを受ける予定であった。
またこの件に起因して、矢島の所属事務所であったJACのエースで、当時アイドル的人気が高かった真田広之が、鈴木武幸の依頼により異例のゲスト出演を果たした。真田は驚くほど礼儀正しく現場に一番早く来ていて、鈴木は「さすがトップスターだ」と思ったという。

### 声の出演
それまでの俳協中心のキャスティングに代わり、仮面ライダーシリーズなど幾多の東映作品に参加したテアトル・エコー所属の声優が多数起用されている。この影響により、ナレーションも前作までの大平透に代わり、新たに村越伊知郎が担当している。また、本作品からレギュラーの登場人物の声を担当する声優の名前が、OPクレジットに表記されている。
- ピーボ - 太田淑子
- 小泉ミカ / イエローフォー - 田中真弓（第7 - 10話・クレジットなし[99]）
- メッサージュウ - 八代駿（第1,7 - 9,13,23,24,29,31話）
- サイゴーン - 山下啓介（第2,10,16,20,28,31,32,34,36,37,39,43,47話）
- ジュウオウ - 安西正弘（第3,5,13,15,17,19,20,25,30,31,34,39,40,42,46,48話）
- メッツラー - 伊沢弘（第4,11,18,19,22,25 - 27,31 - 33,35,38,41,44,45,49話）
- アクアイガー - 永井寛孝（第6,12,14,21,23,31話）
- シルバ - 林一夫（第37,42,44 - 50話）
- ナレーター - 村越伊知郎

### ゲスト
参照ゴーグルV・ダイナマン・バイオマン大全 2004
- 「テクノトピア21」の科学者[注釈 47] - 辻井啓嗣、志村忍（1話）
- 田島誠[注釈 47] - 工藤秀和（5話）
- ジョーイ - 中山忍[注釈 51]（7、8話）
- ツインドール[注釈 47] - 坂井香月、坂井江奈美（9話）
- 早瀬健 - 真田広之（13話）
- 早瀬のコーチ - 広瀬和久（13話・クレジットなし）
- ブレインの声 - 曽我部和行（14話）
- 看護婦[注釈 47] - 長門美雪（15話）
- 浦島次郎[注釈 47] - 松川傑（17話）
- 浦島浜子[注釈 47] - 呉恵美子（17話）
- リサ[注釈 47] - 斉藤吏恵子（18話）
- プリンスに襲われた母親[注釈 47] - 島村美妃（20話）
- 柳[注釈 47] - 小林アトム（21話）
- 工藤所長[注釈 47] - 松本朝夫（21話）
- 巡査[注釈 47] - 佐藤輝昭（22話）
- 篠原ユウ[注釈 47] - 新山麻子（23話）
- 花園百合[注釈 47] - 沢井美奈（24話）
- 「もーれつ!ガマン大会」の司会者[注釈 47] - 藤井洋八（25話）
- ドラキュラ伯爵[注釈 47] - 新堀和男（25、26話）
- 若き日の蔭山秀夫[注釈 47] - 土師孝也（26、51話）
- 蔭山節子[注釈 47] - 里見和香（26、51話）
- ハルオ[注釈 47] - 星野光司（27話）
- メカクローン1号[注釈 52][注釈 47] - 岡本美登（28話）
- ミチオ[注釈 47] - 神谷政治（29話）
- 国友兼光[注釈 47] - 高杉玄（30話）
- 国友明子[注釈 47] - 立花愛子（30話）
- 津山舞子[注釈 47] - 平野雅子（32話）
- 津山静子[注釈 47] - 加藤陽子（32話）
- 明立高校野球部監督[注釈 47] - 日吉としやす（33話）
- 洋介[注釈 47] - 野口隆哉（34話）
- 山守正太 - 黒崎輝（35、36話）
- タカシ[注釈 47] - 加藤岳史（40話）
- 邦子[注釈 47] - 若林味香（40話）
- カオル[注釈 47] - 林典子（41話）
- 発電所員[注釈 53][注釈 47] - 小倉雄三（42話）
- 所員[注釈 47] - 岡本美登（42話）
- メカ人間ミキ[注釈 47] - 柴田時江（43、44話）
- キャット軍団 - 野本奈穂子、菊地香理、志村忍（劇場版）

### スーツアクター
イエローフォー役の辻井は、本作品で初めて女性キャラクターを担当した。ピンクファイブ役の竹田は、本作品を最後にスーツアクターとして引退し、アクションコーディネーターへ転向した。
- レッドワン[43][104][105] - 新堀和男
- グリーンツー[出典 59]、メッツラー[107] - 剣持誠
- ブルースリー[出典 60] - 喜多川務
- イエローフォー[出典 61]、ジュウオウ[107][109]、メカクローン（第50話）[注釈 54] - 辻井啓嗣
- ピンクファイブ[出典 62] - 竹田道弘
- ピーボ[出典 63] - 野本奈穂子
- メッサージュウ[107] - 金田憲明
- バイオロボ[出典 64]、サイゴーン[107][64] - 日下秀昭
- グリーンツー[104]、アクアイガー[107]、ジュウオウ（代役）[109] - 石垣広文
- バイオハンターシルバ[113][86]、メカクローン1号[114][86] - 岡本美登
- マグネ戦士[88] - 赤田昌人
- メカクローン[115] - 大竹浩二
- メカクローン[116]、他[116] - ショッカーO野

## スタッフ
メインライターは前作から引き続き曽田博久。曽田はそれまでも常に新しくすることを考えていたため、本作品で特別に革新を狙ってはいなかったが、しっかりした縦糸を作らないと持たない気がしたと述べている。本作品からは藤井邦夫がサブライターとして新たに参加し、多彩なストーリーを執筆した。元々助監督として東映テレビプロダクションに入社し、『特捜最前線』でも演出陣に名を連ねていたこともあり、藤井には本作品への参加に際して監督としてもオファーがあったが、特撮作品の演出は自信がないとの理由で依頼を断っている。
メイン監督は前年より特撮作品の演出に参入した堀長文がパイロットを担当。スーパー戦隊シリーズに初めてビデオ合成を導入したり、長回しのカットを多用したりと演出に新風を吹き込ませた。堀はその後3作品連続でパイロット作品を手掛けた。
また東映の鈴木武幸プロデューサーが本作品の途中からチーフプロデューサーに昇格、シリーズの数多の作品で辣腕を振るい続けることになる。
シャープなデザインが特徴のギアの各キャラクターは、前作より引き続き参加の出渕裕が担当した。デザインだけでなくプロットも手掛けるなど制作に深く関わっており、後年にも自身の肌にあった作品であったと述懐している。
後のスーパー戦隊シリーズで特撮監督を務める佛田洋の初参加作品である。
- プロデューサー - 加藤守啓（テレビ朝日）、阿部征司（第1 - 18話）・鈴木武幸（東映）、富田泰弘（東映エージエンシー）
- 原作 - 八手三郎
- 連載 - テレビマガジン、てれびくん、テレビランド、TVアニメマガジン（第1 - 22話）
- 脚本 - 曽田博久、藤井邦夫、鷺山京子、山本優、鳴海丈
- 音楽 - 矢野立美
- アクション監督 - 山岡淳二、横山稔（ジャパン・アクション・クラブ）
- 監督 - 堀長文、山田稔、服部和史
- 撮影 - いのくままさお
- 照明 - 斉藤久、高橋弘
- 美術 - 山下宏、宮国登
- キャラクターデザイン - 出渕裕、原田吉朗、森野うさぎ、渡部昌彦、神田正宏[118]
- 録音 - 上出栄二郎
- 効果 - 大泉音映
- 選曲 - 石川孝
- 編集 - 成島一城
- 製作担当 - 山本康郎
- 進行主任 - 奈良場稔
- 計測 - 黒須健雄
- 記録 - 石川和枝
- 助監督 - 阿部誠華、小中肇
- 製作デスク - 寺崎英世
- 装置 - 東映美術センター
- 操演 - 船越幹雄
- 美粧 - サン・メイク
- 衣裳 - 鷹志衣裳
- 装飾 - 装美社
- 撮影協力 - 後楽園ゆうえんち、浅間園・浅間火山博物館
- 企画協力 - 企画者104
- キャラクター制作 - レインボー造型企画
- 合成 - チャンネル16
- 現像 - 東映化学
- 車輌協力 - MAZDA
- オートバイ協力 - スズキ自動車
- ビデオ合成 - 東通ecgシステム(近藤弘志、前岡良徹、峰沢和夫、山本博司)
- （株）特撮研究所
  - 操演 - 鈴木昶、白熊栄次
  - 美術 - 大澤哲三
  - 撮影 - 高橋政千
  - 照明 - 加藤純弘
- 特撮監督 - 矢島信男
- 制作 - テレビ朝日、東映、東映エージエンシー

## 音楽
『電子戦隊デンジマン』以来となる単独の劇伴を収録したLP『超電子バイオマン 音楽集』が発売され、本作品より歌曲中心の「ヒット曲集」と劇伴による「音楽集」の二本立てによるリリース形式が確立された。
主題歌
スーパー戦隊シリーズとしては初めて、劇伴担当者とは異なる作曲家が主題歌作曲を担当することとなり、当時の人気作詞家・康珍化と、音楽プロデューサーとして著名な加瀬邦彦の豪華コンビが起用された。作曲家とアレンジャーが分けられたのも本作品からである。
主題歌および挿入歌を歌った宮内はこの曲がソロデビュー曲となり、以降の戦隊シリーズや東映特撮作品でも常連歌手として活躍することになる。
オープニングテーマ「超電子バイオマン」
作詞：康珍化 / 作曲：加瀬邦彦 / 編曲：矢野立美 / 歌：宮内タカユキ
鈴木プロデューサーの回想によると、康はスタッフの熱意に負けじと、主題歌の歌詞を巨大な地球の写真に書き付けて送ってきたそうである。
OP映像のキャスト紹介で、高杉真吾のものだけが第5話から差し替えられている。
エンディングテーマ「バイオミック・ソルジャー」
作詞：康珍化 / 作曲：加瀬邦彦 / 編曲：矢野立美 / 歌：宮内タカユキ
エンディングの映像は、当時のシリーズのパターンとして5人の日常的な姿やメカの活躍シーン、敵側レギュラーの揃いといったシーンで構成されている。
またイエローの交代、ギアのパワーアップとバイオ粒子斬りの登場、終盤におけるギア側のレギュラーの退陣と物語の展開に合わせて、当時としては珍しく幾度かのマイナーチェンジが行われた。
冒頭のバイオロボを清掃するシーンは映っているメンバーがミカのまま、イエロー交代後も差し替えずに継続使用。また、終盤の5人が走ってくるシーンが34話より、全員新規撮影のものに差し替えられている。

挿入歌
「俺達バイオマン」（第33・49話）
作詞：八手三郎 / 作曲：加瀬邦彦 / 編曲：田中公平 / 歌：宮内タカユキ、こおろぎ'73
「セクシャル・レディ」（第15・21話）
作詞：吉田健美 / 作曲：加瀬邦彦 / 編曲：田中公平/ 歌：石渡マキ
第11話ではカラオケ版のみが3回使用された。
『百獣戦隊ガオレンジャーVSスーパー戦隊』では、「女戦士（ファイブマンのファイブイエローまで）」を紹介する際の挿入歌として使用されている。
「Blue Togetherness」（第11話・劇場版）
作詞：冬杜花代子 / 作曲・編曲：矢野立美 / 歌：宮内タカユキ
第15話ではイントロのみが使用された。
『百獣戦隊ガオレンジャーVSスーパー戦隊』では、「力の戦士」紹介時の挿入歌として使用されている。
「大空翔けて!」（第18話・劇場版）
作詞：冬杜花代子 / 作曲・編曲：矢野立美 / 歌：こおろぎ'73、ジャパン・エコーシンガーズ
「カラフル・バイオマン」（第12話）
作詞：吉田健美 / 作曲：加瀬邦彦 / 編曲：矢野立美 / 歌：宮内タカユキ、こおろぎ'73、ジャパン・エコーシンガーズ
「夢みるピーボ」
作詞：曽田博久 / 作曲・編曲：田中公平 / 歌：太田淑子、コロムビアゆりかご会
「バイオロボの歌」（第12 - 14・16・17・20 - 22・24・25・28 - 30・32・34 - 36・38 - 41・44・47・48話・劇場版）
作詞：八手三郎 / 作曲：田中公平 / 編曲：矢野立美 / 歌：宮内タカユキ
第11・15話ではカラオケ版が使用された。
コーダ部分は編曲の矢野によるスーパーメーザー使用時の劇伴をモチーフとしている。
「夕焼けのペガサス」
作詞：冬杜花代子 / 作曲：加瀬邦彦 / 編曲：田中公平 / 歌：阪本良介

## 放送日程
| 放送日         | 放送回 | サブタイトル      | 主役ジューノイドおよびゲストメカなど | 登場巨大メカ                  | 脚本     | アクション監督 | 監督     |
| -------------- | ------ | ----------------- | ------------------------------------ | ----------------------------- | -------- | -------------- | -------- |
| 1984年02月04日 | 1      | 謎の巨大ロボ出現  | - メッサージュウ                     | - カブトカンス                | 曽田博久 | 山岡淳二       | 堀長文   |
| 2月11日        | 2      | 集合！宿命の戦士  | - サイゴーン                         | - デビルカンス                | 曽田博久 | 山岡淳二       | 堀長文   |
| 2月18日        | 3      | わが友バイオロボ  | - ジュウオウ                         | - ゴリラカンス                | 曽田博久 | 山岡淳二       | 山田稔   |
| 2月25日        | 4      | 自爆！メカ人間    | - メッツラー                         | - ビートルカンス              | 曽田博久 | 山岡淳二       | 山田稔   |
| 3月03日        | 5      | 見えない敵を斬れ  | - ジュウオウ                         | - ミイラカンス                | 曽田博久 | 山岡淳二       | 服部和史 |
| 3月10日        | 6      | 起て！バイオロボ  | - アクアイガー                       | - サイカンス                  | 曽田博久 | 山岡淳二       | 服部和史 |
| 3月17日        | 7      | つかまったピーボ  | - メッサージュウ - メカ人間ジョーイ  | - イソギンカンス              | 曽田博久 | 山岡淳二       | 堀長文   |
| 3月24日        | 8      | 戦え！星に誓って  | - メッサージュウ - メカ人間ジョーイ  | - イソギンカンス              | 曽田博久 | 山岡淳二       | 堀長文   |
| 3月31日        | 9      | 人を消すなわ跳び  | - メッサージュウ - ツインドール      | - ツインカンス                | 藤井邦夫 | 山岡淳二       | 山田稔   |
| 4月07日        | 10     | さよならイエロー  | - サイゴーン                         | - カメレオンカンス            | 曽田博久 | 山岡淳二       | 山田稔   |
| 4月14日        | 11     | 新戦士ジュン登場  | - メッツラー                         | - ムシャカンス                | 曽田博久 | 山岡淳二       | 山田稔   |
| 4月21日        | 12     | 殺人者グリーン！  | - アクアイガー - 風船爆弾            | - ハンマーカンス              | 藤井邦夫 | 山岡淳二       | 服部和史 |
| 4月28日        | 13     | ジュンよ          | - メッサージュウ                     | - サメカンス                  | 曽田博久 | 山岡淳二       | 堀長文   |
| 5月05日        | 14     | 新頭脳ブレイン！  | - アクアイガー - ブレイン            | - アンカーカンス              | 曽田博久 | 山岡淳二       | 堀長文   |
| 5月12日        | 15     | 女戦士炎のちかい  | - ジュウオウ                         | - カエルカンス                | 鷺山京子 | 山岡淳二       | 山田稔   |
| 5月19日        | 16     | 走れ21599秒       | - サイゴーン                         | - ネプチューンカンス          | 曽田博久 | 山岡淳二       | 服部和史 |
| 5月26日        | 17     | 僕は龍宮城を見た  | - ジュウオウ                         | - カメカンス                  | 曽田博久 | 山岡淳二       | 山田稔   |
| 6月02日        | 18     | 超能力少女の祈り  | - メッツラー                         | - ハニワカンス                | 鷺山京子 | 山岡淳二       | 山田稔   |
| 6月09日        | 19     | 父はドクターマン  | - メッツラー - プリンス              | - グロテスカンス              | 曽田博久 | 山岡淳二       | 服部和史 |
| 6月16日        | 20     | プリンスの挑戦！  | - サイゴーン - プリンス              | - グロテスカンス              | 曽田博久 | 山岡淳二       | 服部和史 |
| 6月23日        | 21     | 守れバイオベース  | - アクアイガー                       | - カメラカンス                | 鷺山京子 | 山岡淳二       | 山田稔   |
| 6月30日        | 22     | 大泥棒?! ブルー！ | - メッツラー                         | - スカラベカンス              | 曽田博久 | 山岡淳二       | 山田稔   |
| 7月07日        | 23     | ギョ！人形の襲撃  | - アクアイガー                       | - ピラニアカンス              | 藤井邦夫 | 山岡淳二       | 服部和史 |
| 7月14日        | 24     | 爆発する愛の花！  | - メッサージュウ - 爆弾花            | - ドクガカンス                | 鷺山京子 | 山岡淳二       | 服部和史 |
| 7月21日        | 25     | プリンスの幽霊？  | - メッツラー - 幽霊軍団              | - ゴーストカンス - 亡霊カンス | 曽田博久 | 山岡淳二       | 山田稔   |
| 7月28日        | 26     | 恐るべき父の秘密  | - メッツラー - 幽霊軍団              | - ゴーストカンス - 亡霊カンス | 曽田博久 | 山岡淳二       | 山田稔   |
| 8月04日        | 27     | クモ地獄の女戦士  | - メッツラー - メカグモ              | - クモカンス                  | 鷺山京子 | 山岡淳二       | 堀長文   |
| 8月11日        | 28     | ドクターマン暗殺  | - ジューノイド5獣士                  | - タコカンス                  | 曽田博久 | 山岡淳二       | 堀長文   |
| 8月18日        | 29     | 東京が消える日?!  | - メッサージュウ                     | - クラゲカンス                | 鷺山京子 | 山岡淳二       | 服部和史 |
| 8月25日        | 30     | 最強カンスの魔剣  | - ジュウオウ                         | - カマキリカンス              | 曽田博久 | 山岡淳二       | 服部和史 |
| 9月01日        | 31     | 新型?! メガス出現 | - ジューノイド5獣士                  | - メタルメガス                | 曽田博久 | 山岡淳二       | 山田稔   |
| 9月08日        | 32     | ギアの大改造作戦  | - サイゴーン                         | - アックスメガス              | 曽田博久 | 山岡淳二       | 山田稔   |
| 9月15日        | 33     | 出るか?! 新必殺技 | - メッツラー                         | - ドクロメガス                | 曽田博久 | 山岡淳二       | 堀長文   |
| 9月22日        | 34     | 見よ！バイオの力  | - ジュウオウ                         | - レスラーメガス              | 曽田博久 | 山岡淳二       | 堀長文   |
| 9月29日        | 35     | 6番目の男         | - メッツラー                         | - マグネメガス                | 曽田博久 | 山岡淳二       | 堀長文   |
| 10月06日       | 36     | 変身ボーイ        | - サイゴーン - マグネ戦士            | - マグネメガス                | 曽田博久 | 山岡淳二       | 堀長文   |
| 10月13日       | 37     | 殺し屋シルバ！    | - サイゴーン                         | - カノンメガス                | 曽田博久 | 山岡淳二       | 服部和史 |
| 10月20日       | 38     | 謎のバルジオン    | - メッツラー                         | - バトルメガス - バルジオン   | 曽田博久 | 山岡淳二       | 服部和史 |
| 10月27日       | 39     | メイスンのわな！  | - サイゴーン                         | - ソニックメガス              | 山本優   | 横山稔         | 山田稔   |
| 11月3日        | 40     | 奪われたターボ！  | - ジュウオウ                         | - クラッシュメガス            | 曽田博久 | 横山稔         | 山田稔   |
| 11月10日       | 41     | 悪魔の子守り唄！  | - メッツラー                         | - アマゾンメガス              | 鷺山京子 | 山岡淳二       | 服部和史 |
| 11月17日       | 42     | 郷！命を賭けろ！  | - ジュウオウ                         | - サンダーメガス              | 鳴海丈   | 山岡淳二       | 服部和史 |
| 11月24日       | 43     | セーラー服の戦士  | - サイゴーン - メカ人間ミキ          | - サタンメガス                | 曽田博久 | 山岡淳二       | 堀長文   |
| 12月1日        | 44     | 美しき良心回路    | - メッツラー - メカ人間ミキ          | - サタンメガス                | 曽田博久 | 山岡淳二       | 堀長文   |
| 12月8日        | 45     | 人間爆弾ジュン！  | - メッツラー                         | - バロックメガス              | 藤井邦夫 | 山岡淳二       | 山田稔   |
| 12月15日       | 46     | 脱出！わなの町！  | - ジュウオウ - おばけつた            | - ラガーメガス                | 鷺山京子 | 山岡淳二       | 山田稔   |
| 12月22日       | 47     | 柴田博士の正体!?  | - サイゴーン                         | - レンズメガス                | 曽田博久 | 山岡淳二       | 山田稔   |
| 12月29日       | 48     | 出現！バルジオン  | - ジュウオウ - モンスター            | - スーパーメガス - バルジオン | 曽田博久 | 山岡淳二       | 服部和史 |
| 1985年01月12日 | 49     | 危うしバイオロボ  | - メッツラー - ファラ                | - バルジオン                  | 曽田博久 | 山岡淳二       | 服部和史 |
| 1月19日        | 50     | 突撃ネオグラード  | - サイゴーン - メイスン - シルバ     | - バルジオン - キングメガス   | 曽田博久 | 山岡淳二       | 山田稔   |
| 1月26日        | 51     | さよなら！ピーボ  | - ファラキャット - ドクターマン      | - キングメガス                | 曽田博久 | 山岡淳二       | 山田稔   |

### 評価
マンネリ化打破と野心的な新機軸が多く盛り込まれた結果、視聴者層を幼児・児童層から10代全般にまで拡大し、女子層の獲得にも成功したとされる。
玩具展開でも、当時の戦隊シリーズで「シリーズ最高」の売上を達成した作品であり、戦隊シリーズを玩具業界で「定番」と位置づけた。一方、バンダイの見込みでは本作品は前作『ダイナマン』対比で130%の売上を期待されていたが、110%の売上に留まった。バンダイのデザイン部プレックスに在籍していた大石一雄は、本作品の販売成績について苦戦していたと述べており、バイオロボの合体方法が2機合体だったことが苦戦した要因ではないかと推測している。
また、テレビ局に入る本作品のキャラクター使用料は、1984年度における全テレビ局のキャラクターの中で『キン肉マン』に次ぐ2位を記録した。

## 放送局
系列は放送当時のもの。
| 放送地域       | 放送局             | 放送日時                                                                 | 系列                          | 備考                                   |
| -------------- | ------------------ | ------------------------------------------------------------------------ | ----------------------------- | -------------------------------------- |
| 関東広域圏     | テレビ朝日         | 土曜 18:00 - 18:25                                                       | テレビ朝日系列                | 制作局                                 |
| 北海道         | 北海道テレビ       |                                                                          | テレビ朝日系列                |                                        |
| 青森県         | 青森放送           | 金曜 17:00 - 17:30                                                       | 日本テレビ系列 テレビ朝日系列 |                                        |
| 岩手県         | 岩手放送           | 水曜 17:00 - 17:30（1985年3月まで）→ 水曜 16:35 - 17:00（1985年4月から） | TBS系列                       | 現・IBC岩手放送                        |
| 秋田県         | 秋田放送           |                                                                          | 日本テレビ系列                |                                        |
| 山形県         | 山形放送           | 金曜 17:00 - 17:30                                                       | 日本テレビ系列 テレビ朝日系列 |                                        |
| 宮城県         | 東日本放送         | 土曜 18:00 - 18:25                                                       | テレビ朝日系列                |                                        |
| 福島県         | 福島放送           | 土曜 18:00 - 18:25                                                       | テレビ朝日系列                |                                        |
| 新潟県         | 新潟テレビ21       |                                                                          | テレビ朝日系列                |                                        |
| 山梨県         | 山梨放送           |                                                                          | 日本テレビ系列                |                                        |
| 富山県         | 北日本放送         | 木曜 17:00 - 17:25                                                       | 日本テレビ系列                | 1984年5月24日から1985年6月13日まで放送 |
| 石川県         | 北陸放送           | 水曜 17:30 - 17:55 →火曜 17:30 - 17:55（最終回時点）                     | TBS系列                       | 1984年2月8日から1985年1月29日まで放送  |
| 福井県         | 福井テレビ         | 木曜 17:25 - 17:55                                                       | フジテレビ系列                | 1984年2月9日から1985年1月31日まで放送  |
| 長野県         | テレビ信州         |                                                                          | 日本テレビ系列 テレビ朝日系列 |                                        |
| 静岡県         | 静岡けんみんテレビ |                                                                          | テレビ朝日系列                | 現・静岡朝日テレビ                     |
| 中京広域圏     | 名古屋放送         |                                                                          | テレビ朝日系列                |                                        |
| 近畿広域圏     | 朝日放送           | 金曜 17:30 - 17:55                                                       | テレビ朝日系列                | キー局より6日遅れネット                |
| 島根県・鳥取県 | 日本海テレビ       |                                                                          | 日本テレビ系列                |                                        |
| 岡山県・香川県 | 瀬戸内海放送       |                                                                          | テレビ朝日系列                |                                        |
| 広島県         | 広島ホームテレビ   |                                                                          | テレビ朝日系列                |                                        |
| 山口県         | テレビ山口         |                                                                          | TBS系列 フジテレビ系列        |                                        |
| 徳島県         | 四国放送           |                                                                          | 日本テレビ系列                |                                        |
| 愛媛県         | 愛媛放送           |                                                                          | フジテレビ系列                | 現・テレビ愛媛                         |
| 高知県         | テレビ高知         |                                                                          | TBS系列                       |                                        |
| 福岡県         | 九州朝日放送       |                                                                          | テレビ朝日系列                |                                        |
| 長崎県         | 長崎放送           |                                                                          | TBS系列                       |                                        |
| 宮崎県         | 宮崎放送           |                                                                          | TBS系列                       |                                        |
| 熊本県         | テレビ熊本         |                                                                          | フジテレビ系列 テレビ朝日系列 |                                        |
| 鹿児島県       | 鹿児島放送         |                                                                          | テレビ朝日系列                |                                        |
| 沖縄県         | 琉球放送           |                                                                          | TBS系列                       |                                        |

## 他媒体展開

### 映像ソフト化
いずれも発売元は東映ビデオ。
- DVDは2008年8月8日から12月5日にかけて、全5巻が発売された。各巻2枚組で10話（Vol.1のみ11話）収録。テレビシリーズ全話の初ソフト化もあってか反響は大きく、特にVol.1は爆発的ヒットを記録し、旧作にもかかわらず同年8月における特撮ソフトジャンルにて売上第2位を記録した。
- 2021年4月14日発売の『スーパー戦隊一挙見Blu-ray 1982 - 1986』に計7話[注釈 59]が収録されている[133]。
- 劇場版は、ビデオ（VHS、セル・レンタル共通）と2003年7月21日発売のDVD-BOX『スーパー戦隊 THE MOVIE BOX』[134]、2004年7月21日発売の『スーパー戦隊 THE MOVIE VOl.2』、スーパー戦隊 THE MOVIE Blu-ray BOX 1976-1995」(2011年6月21日発売）、2012年11月発売の「復刻！東映まんがまつり84夏」[135]、前述の『スーパー戦隊一挙見Blu-ray 1982 - 1986』[注釈 60]に収録されている。

### 他テレビシリーズ
『高速戦隊ターボレンジャー』
第1話「10大戦隊集合 頼むぞ! ターボレンジャー」（特別編）で、バイオマンの5人が登場。
『未来戦隊タイムレンジャー』
第51話「スーパー戦隊大集合」（特別総集編）で、タイムレンジャー5人がタイムジェットで本作品の世界を見に来たという設定で、本作品の映像が流用されている。
『海賊戦隊ゴーカイジャー』
第1話などのレジェンド大戦を描いた箇所に、バイオマンの5人が他のスーパー戦隊とともに登場。
『非公認戦隊アキバレンジャー シーズン痛』
第13話にて初代イエローフォーが登場。また第9話では、メカジャイガンをモチーフとしたシーラカンスカンスも登場している。

### 劇場版
超電子バイオマン
1984年7月14日公開。東映まんがまつりの一編として制作・公開された新作。上映時間45分と、『電子戦隊デンジマン』以来となる40分超の中編作品となった。
- 監督：堀長文
- 特撮監督：矢島信男
- アクション監督 : 山岡淳二
- 脚本：曽田博久
- 登場怪人：カニカンス、ジューノイド5獣士、キャット軍団

カニカンス、キャット軍団（キャット1・キャット2・キャット3）は映画だけのオリジナルキャラクター。
同作品の撮影中、アクション時の衝撃で脳震盪を起こしたジュン役の田中澄子が、一時的に記憶喪失になった。しかし大事には至らず、撮影は無事終了した。
ゴーカイジャー ゴセイジャー スーパー戦隊199ヒーロー大決戦
『ゴーカイジャー』と『ゴセイジャー』のクロスオーバー作品。レッドワン/郷およびバイオロボが登場。
海賊戦隊ゴーカイジャー THE MOVIE 空飛ぶ幽霊船
『ゴーカイジャー』の単独作品。メカクローンが登場。
仮面ライダー×スーパー戦隊 スーパーヒーロー大戦
『ゴーカイジャー』を始めとするスーパー戦隊シリーズと、仮面ライダーシリーズのクロスオーバー作品。レッドワンおよびシルバが登場。
『機界戦隊ゼンカイジャー THE MOVIE 赤い戦い! オール戦隊大集会!!』
2021年2月20日公開。『機界戦隊ゼンカイジャー』の劇場作品。レッドワンとシルバが登場。

### スーパー戦隊Vシネマ
『百獣戦隊ガオレンジャーVSスーパー戦隊』
『百獣戦隊ガオレンジャー』をメインとしたクロスオーバー作品で、レッドワンおよびバイオジェット1号が登場。

### ゲーム
- 1998年にバンプレスト（旧レーベル、後のバンダイナムコゲームス→バンダイナムコエンターテインメント）から発売のプレイステーション用『AZITO2』にバイオマンが参戦した（同時期放送の『宇宙刑事シャイダー』も参戦）。
- これ以前のものでは、同じくバンプレストが1990年にファミコンソフトで発売した『SDバトル大相撲 平成ヒーロー場所』がある。その中で歴代戦隊ロボが力士となって集まった戦隊部屋があり、バイオロボは登場しないものの、シルバが力士として登場。必殺技を使用する際、バルジオンに変身して反バイオ粒子砲を撃つファンサービスがある。

### 漫画版および雑誌展開
テレビランド（徳間書店） 作画： 細井雄二
徳間書店から『テレビランドコミックス42』として85年1月に全1巻が発売されている。特徴としては敵方がドクターマンとジューノイド5獣士のみで、ビッグスリーもファラキャットも登場しない。またテレビシリーズとはエピソード的な関連も低く、物語的にもかなりダイジェスト化されている。
テレビマガジン（講談社） 作画：とや邦行（12月号-翌2月号）
本編の漫画ではなくギャグパロディの『バイオ戦隊ズッコケ5』としての変則連載になっている。
TVアニメマガジン（秋田書店） 作画：大谷章（3-4月号）、岡崎優（5-6月号）
『テレビマガジン』、『テレビランド』の各雑誌は2月号より本作品の掲載が始まっているが、『TVアニメマガジン』では他の競合雑誌からは1か月遅れの番組開始の3月号からの掲載となった。また同誌が1984年6月号をもって休刊したため、本編OPで第23話以降のクレジットは前述の2雑誌＋グラビア記事と番組情報紹介をしていた『てれびくん』のみに変更された。

### CS放送・ネット配信
CS放送
- 東映チャンネル
  - 2003年2月 - 7月（「スーパー戦隊ワールド」枠）
  - 2004年9月 - 12月（「アンコールアワー」枠）

ネット配信
- 東映特撮 YouTube Official
  - 2012年5月21日 - 11月11日
  - 2018年6月2日 - 12月1日

### 日本国外における展開
フランスで吹替版が放送され、高い人気を得た。
アメリカ合衆国では1985年にサバン・プロダクションズが1話につき1万ドルで国際放映権を取得し、本作品をベースにアメリカで撮影した映像を組み合わせた作品『Bio-Man』（監督・脚本 - シュキ・レヴィ）を制作するが、放送には至らなかった。1990年代初頭にFoxチルドレンネットワーク社長のマーガレット・ローシュが『Bio-Man』を見たことがパワーレンジャーシリーズ制作のきっかけとなっている。